# Клодт фон Юргенсбург, Пётр Карлович
Барон Пётр Ка́рлович Клодт (Пе́тер Я́коб Клодт фон Ю́ргенсбург) (нем. Peter Jakob Freiherr Clodt von Jürgensburg; 24 мая [5 июня] 1805, Санкт-Петербург — 8 [20] ноября 1867, мыза Халала, Великое княжество Финляндское) — русский скульптор немецкого происхождения из дворянского рода Клодт фон Юргенсбург, один из крупнейших петербургских ваятелей николаевской эпохи, литейный мастер; старший брат ксилографа Константина Клодта, отец живописца-жанриста Михаила Петровича Клодта. Создатель скульптурного ансамбля Аничкова моста и памятника баснописцу Ивану Крылову в Летнем саду, автор конной статуи для памятника Николаю I на Исаакиевской площади, также широко известен как мастер анималистической пластики. Академик (с 1838) и профессор (с 1848; заслуженный профессор с 1858) Императорской Академии художеств, действительный статский советник (1859).

## Мальчик, юноша, офицер
Семья будущего скульптора (небогатая, но родовитая) происходила из остзейских аристократов, состояла из потомственных военных. Его прапрадед был одним из известных деятелей Северной войны, генерал-майор шведской армии.
Отец скульптора — барон Карл Фёдорович Клодт фон Юргенсбург — генерал-майор, геодезист и топограф, участник русско-турецких и наполеоновских войн; портрет старшего Клодта фон Юргенсбурга работы мастерской Джорджа Доу помещён среди 332 генеральских изображений в Военной галерее Зимнего дворца.
Младший брат — Константин Карлович Клодт фон Юргенсбург (1807—1879) — был художником, гравёром по дереву.
Несмотря на то, что П. К. Клодт родился в 1805 году в Санкт-Петербурге, детство и юность его прошли в Омске, где отец занимал должность начальника штаба Отдельного Сибирского корпуса. Там, вдали от стандартов столичного образования, вдали от европейской культуры проявилась склонность барона к резьбе, лепке и рисованию. Больше всего мальчику нравилось изображать лошадей, он видел в них особое очарование.

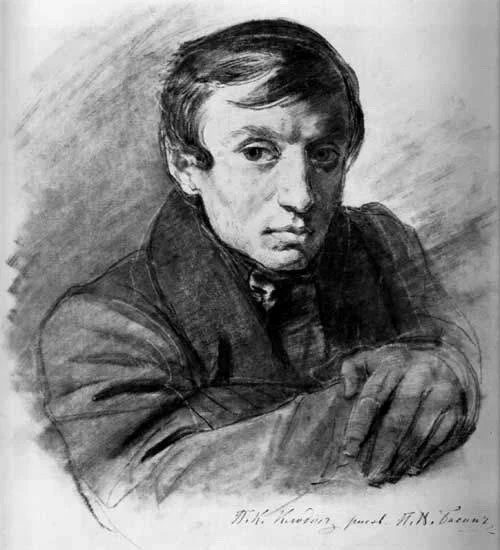
П. В. Басин (?). П. К. Клодт. Около 1830–1835

Как и его предки, мальчик готовился к военной карьере. В Омске учился в войсковом казачьем училище. В 1822 году, в возрасте 17 лет вернулся в столицу и поступил в Михайловское артиллерийское училище. Всё свободное время, которое оставалось от обучения ратному ремеслу, он отдавал своему увлечению:
серьёзные классные занятия не могли, однако же, совершенно отдалить прилежного юнкера от специального предмета его настоящего призвания… …При малейшей возможности барон П. Клодт брался за карандаш или перочинный ножик и рисовал или резал лошадей в малых размерах
Также известно, что в этот период Клодт много времени посвящал изучению поз, аллюров и повадок лошадей. «Постигая коня как субъект художественного творчества, он не имел иного наставника, кроме натуры».
После окончания училища будущий скульптор получил чин подпоручика. Офицер служил в учебной артиллерийской бригаде до 23 лет, а после этого в 1828 году ушёл с военной службы и решил далее заниматься исключительно скульптурой.
Начало артистической деятельности Клодта было чисто случайное. Об этом один из родственников знаменитого скульптора по случаю 20-й годовщины его смерти рассказал следующее: «В бытность свою в артиллерийском училище, вырезал он как-то от скуки из простого берёзового полена небольшую лошадку — русскую добродушную клячу со стёртыми боками и подарил её малолетнему сыну Николая Ивановича Греча — Алексею. Литературная компания, собиравшаяся у Греча Кукольник, Булгарин, Даль и другие случайно обратили внимание на новую игрушку, с которой возился на полу маленький Греч. Взяли, рассмотрели поближе, пришли в решительный восторг от артистического исполнения. Кто делал? Оказалось — юнкер Пётр Клодт. Литераторы доброго старого времени окончательно умилились, отняли лошадку у ребёнка и тут же согласились разыграть её „по золотому“ в лотерею, а на вырученные деньги купили талантливому юноше полный резной прибор. С помощью последнего, уже будучи офицером, во время лагерной стоянки в Красном Селе, он вырезал из дерева две новые лошадки, ещё более художественные, обративши на себя внимание великих князей Михаила и Николая Николаевичей, удостоивших принять в подарок эти счастливые плоды лагерного досуга. С этих пор художник-самоучка уверенно и быстро пошёл в гору».

## Скульптор

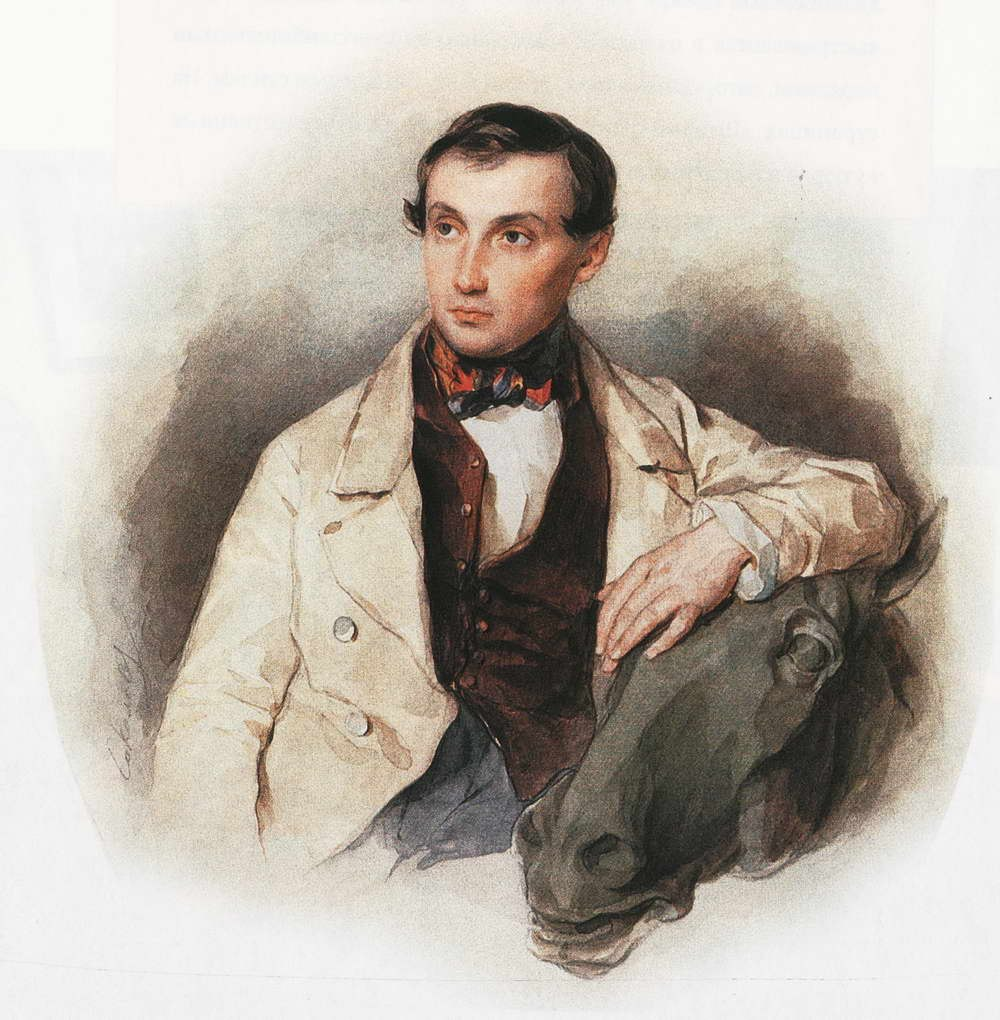
П. Ф. Соколов. П. К. Клодт. 1830-е годы

Два года Клодт учился самостоятельно, копировал современные и античные произведения искусства и работал с натуры.
С 1830 года он является вольнослушателем Императорской Академии художеств, его учителями стали ректор Академии Иван Мартос, а также мастера скульптуры Самуил Гальберг и Борис Орловский. Они, одобряя работы и талант молодого скульптора, помогали ему добиваться успеха. Всё это время Пётр Карлович жил и работал в одном из подвалов. Туда он даже заводил лошадей. Там он рисовал их в самых разных ракурсах. Клодт изучил лошадь со всех её сторон и поз. Внутри его рабочего помещения было грязно, валялись комки глины, чертежи, зарисовки. Сам же барон ходил в затрапезье. Люди недоумевали: «Как барон может жить в таком убожестве?»
Одарённость и упорство Клодта принесли неожиданные дивиденды: с начала 1830-х годов большим успехом стали пользоваться его статуэтки, изображающие лошадей. В 1831 году Клодт посватался к рано овдовевшей дочери Ивана Мартоса Екатерине (род. 1815), бывшей замужем за академиком архитектуры Василием Глинкой, но после отказа женился на племяннице своего наставника.

### Кони Нарвских ворот

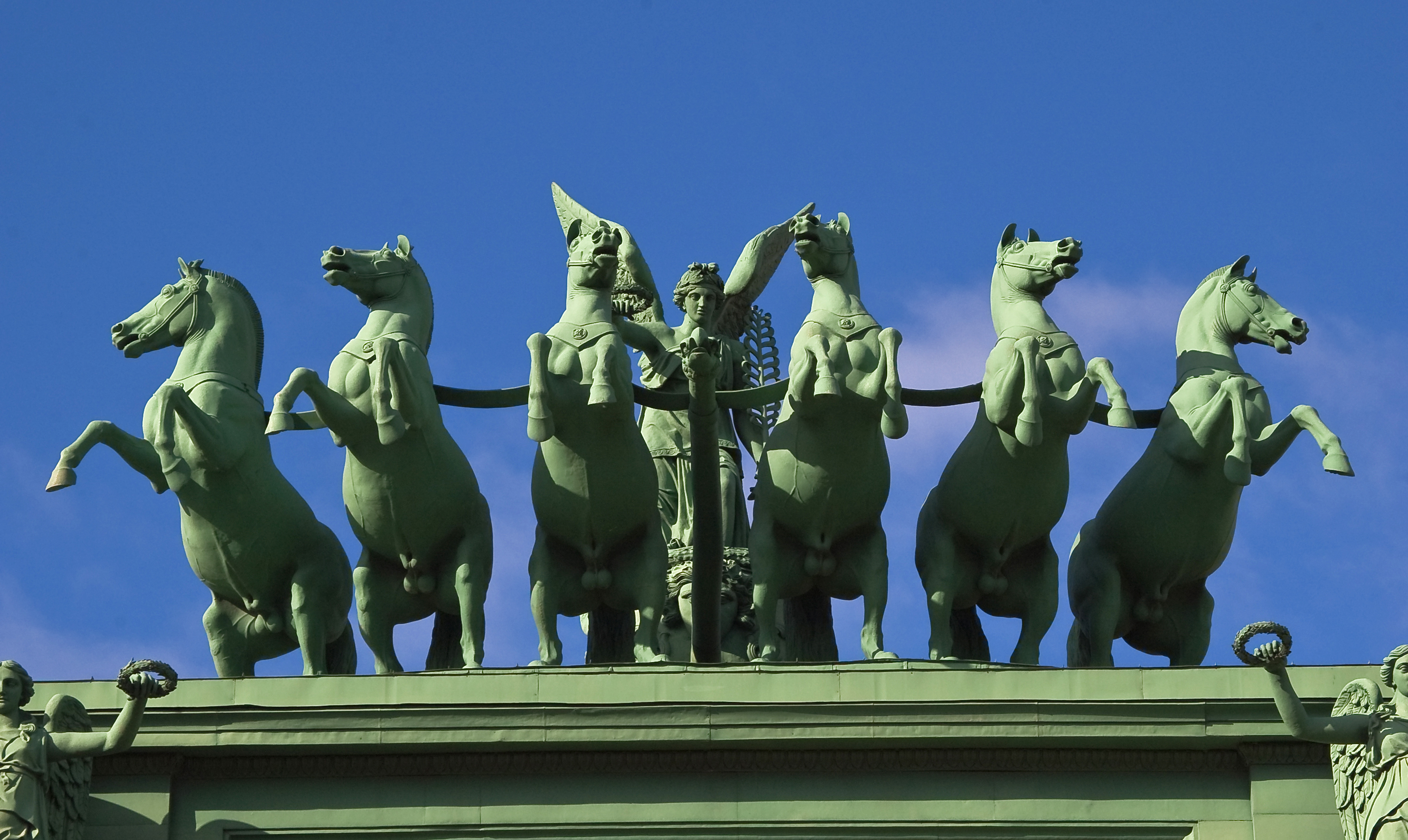
Нарвские триумфальные ворота

Сильным толчком карьеры стал большой правительственный заказ на скульптурное оформление Нарвских ворот в Санкт-Петербурге совместно с такими опытными скульпторами, как Степан Пименов и Василий Демут-Малиновский. На аттике арки установлена несущая колесницу богини славы шестёрка коней, выполненная из кованой меди по модели Клодта в 1833 году. В отличие от классических изображений этого сюжета, кони в исполнении Клодта стремительно несутся вперёд и даже встают на дыбы. При этом вся скульптурная композиция производит впечатление стремительного движения.
Скульптуры для ворот были готовы к 1834 году. Открытие Триумфальных ворот состоялось в августе 1834 году в присутствии императорской семьи. После выполнения этой работы автор получил всемирную известность и покровительство Николая I.

### Аничков мост
За десять лет до строительства Аничкова моста Клодт начал работать над группой, изображающей вздыбленного коня и сдерживающего его человека. По одному из проектов Карла Росси 1817 года Дворцовую пристань Адмиралтейской набережной между Зимним дворцом и Адмиралтейством (на месте засыпанного канала) по обеим сторонам должны были украсить скульптурные группы коней с возничими, а на устоях предполагалось поставить две фигуры сторожевых львов, опирающихся лапой на шар, по образцу флорентийских из Лоджии деи Ланци. Модель коней, созданную Демут-Малиновским признали неудовлетворительной, и в 1832 году император Николай I передал заказ начинающему Клодту (до этого небольшие скульптурки коней Клодт показывал на художественных выставках и император «высказывал одобрение»). Летом 1833 года Клодт изготовил модели, и в августе того же года они были утверждены императором и доставлены для обсуждения в Академию художеств. Модели двух скульптурных групп получили одобрение Академического Совета и было решено выполнить их в натуральную величину в гипсе.

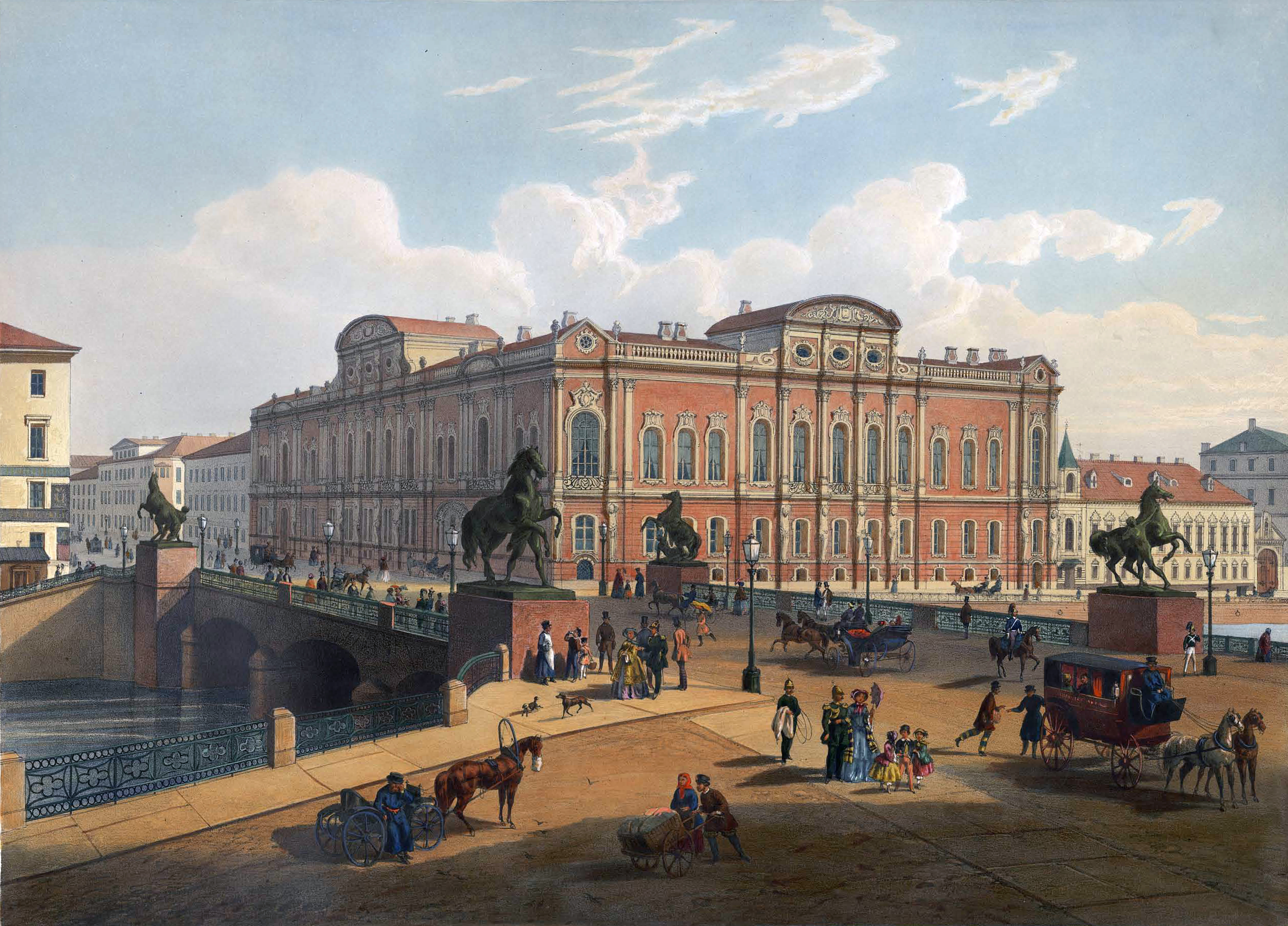
Аничков мост в 1850-х годах

После успеха в работе над этим проектом наступил перерыв, обусловленный тем, что Клодт завершал работу над скульптурной композицией Нарвских ворот. Этот перерыв закончился в середине 1830-х, и работа была продолжена. Однако император, курировавший проект пристани, не одобрил сочетание львов и лошадей.
Почти одновременно, в 1831 году проект набережной перед зданием Академии художеств в Санкт-Петербурге «в лучшем греческом вкусе» разрабатывал архитектор академик Константин Тон. Архитектор планировал использовать работу Клодта, но скульптор запросил за отливку в бронзе столь огромную сумму (425 тысяч рублей), что Совет Академии художеств вынужден был отказаться и позднее на постаментах набережной установили египетских сфинксов. Тогда Клодт обратил внимание на проект перестройки Аничкова моста и предложил поставить скульптуры не на пристанях Адмиралтейской набережной или на Адмиралтейском бульваре, а перенести их на опоры моста. Предложение было одобрено. Новый проект предусматривал установку двух пар скульптурных композиций на четырёх пьедесталах на западной и восточной сторонах моста.
К 1838 году первая группа была реализована в натуральном размере и готова к переводу в бронзу. Внезапно возникло непреодолимое препятствие: скоропостижно умер, не оставив преемника, руководитель Литейного двора Академии художеств Василий Екимов. Без этого человека отливка скульптур была невозможна, вследствие чего скульптор принял решение самостоятельно руководить выполнением литейных работ.

#### Воплощение в бронзе

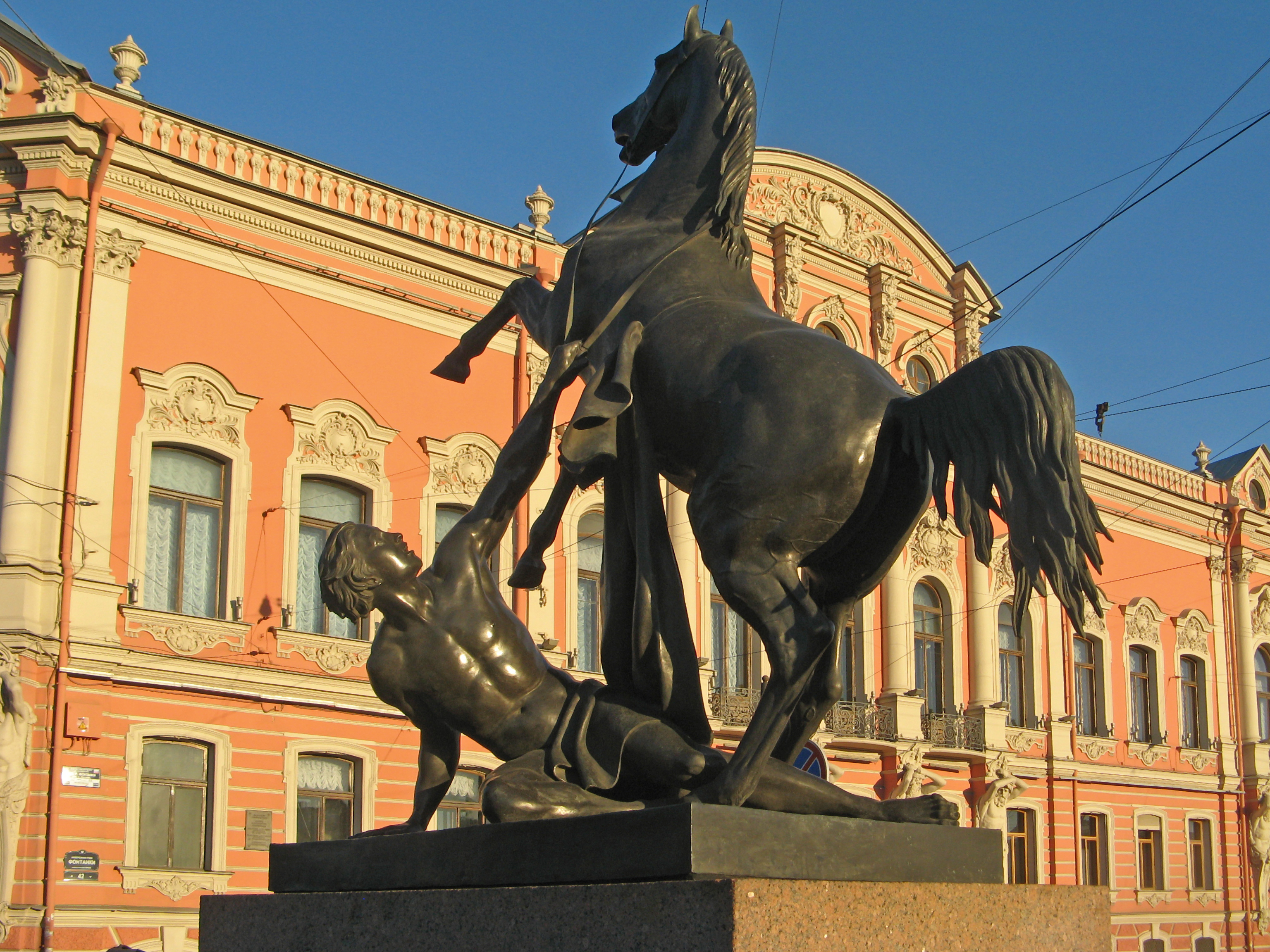
Первая сюжетная композиция
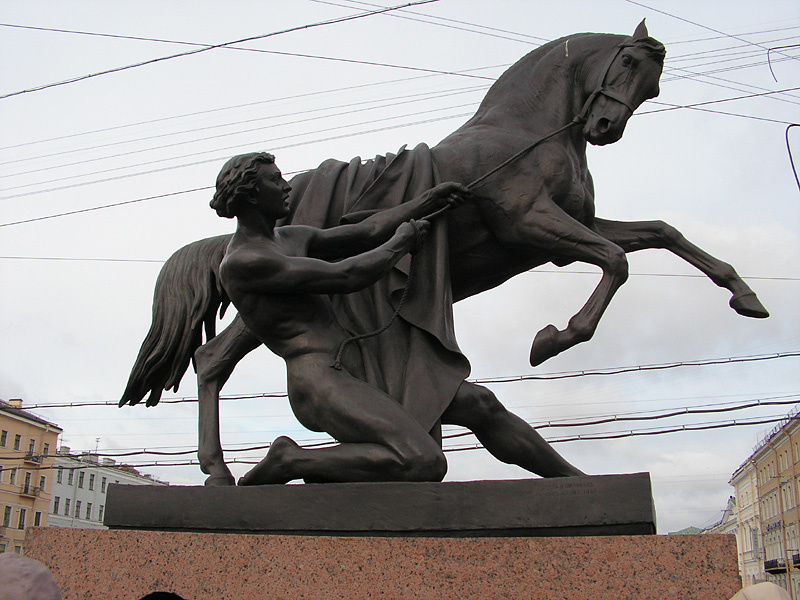
Вторая композиция
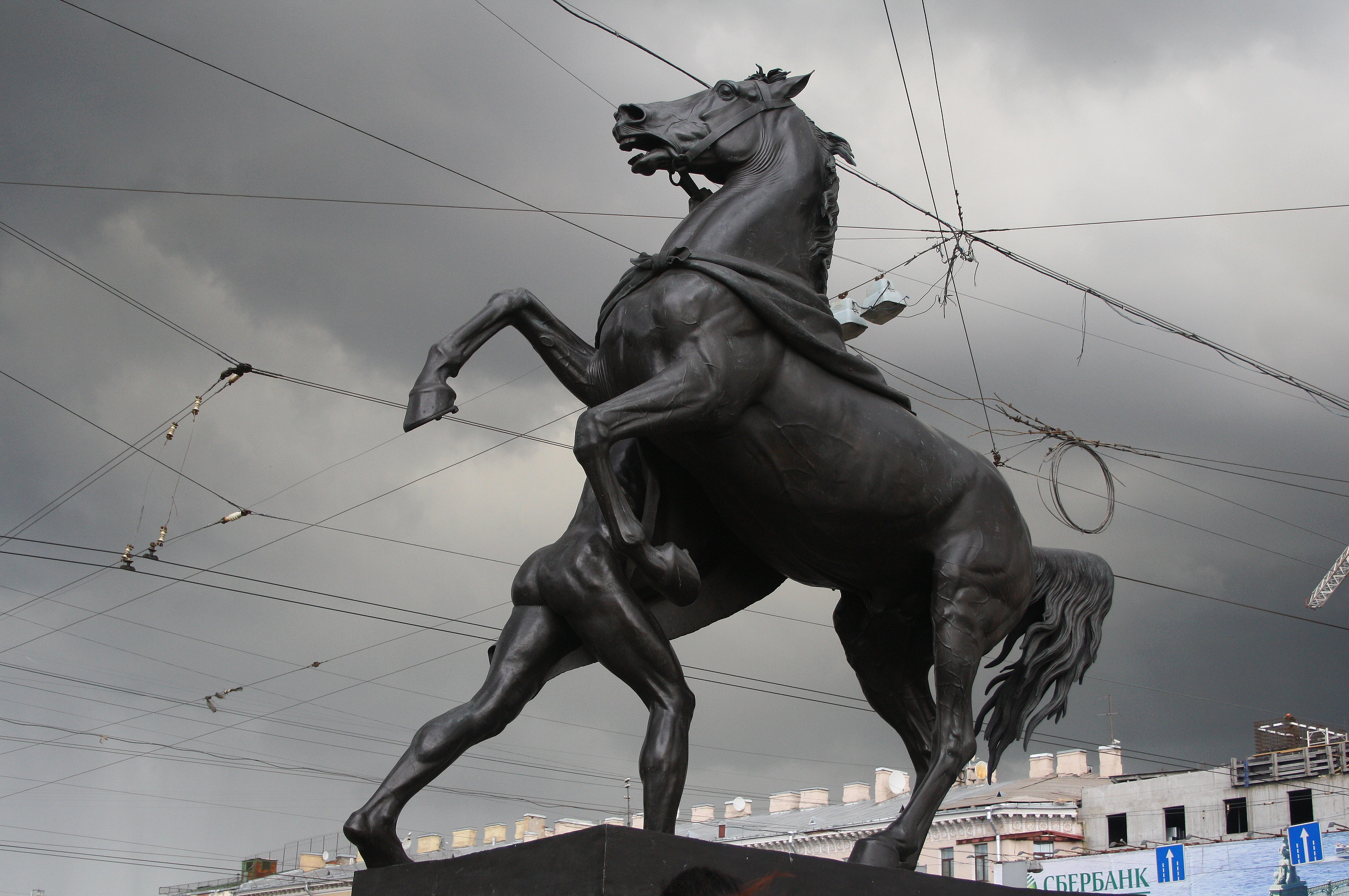
Третья композиция
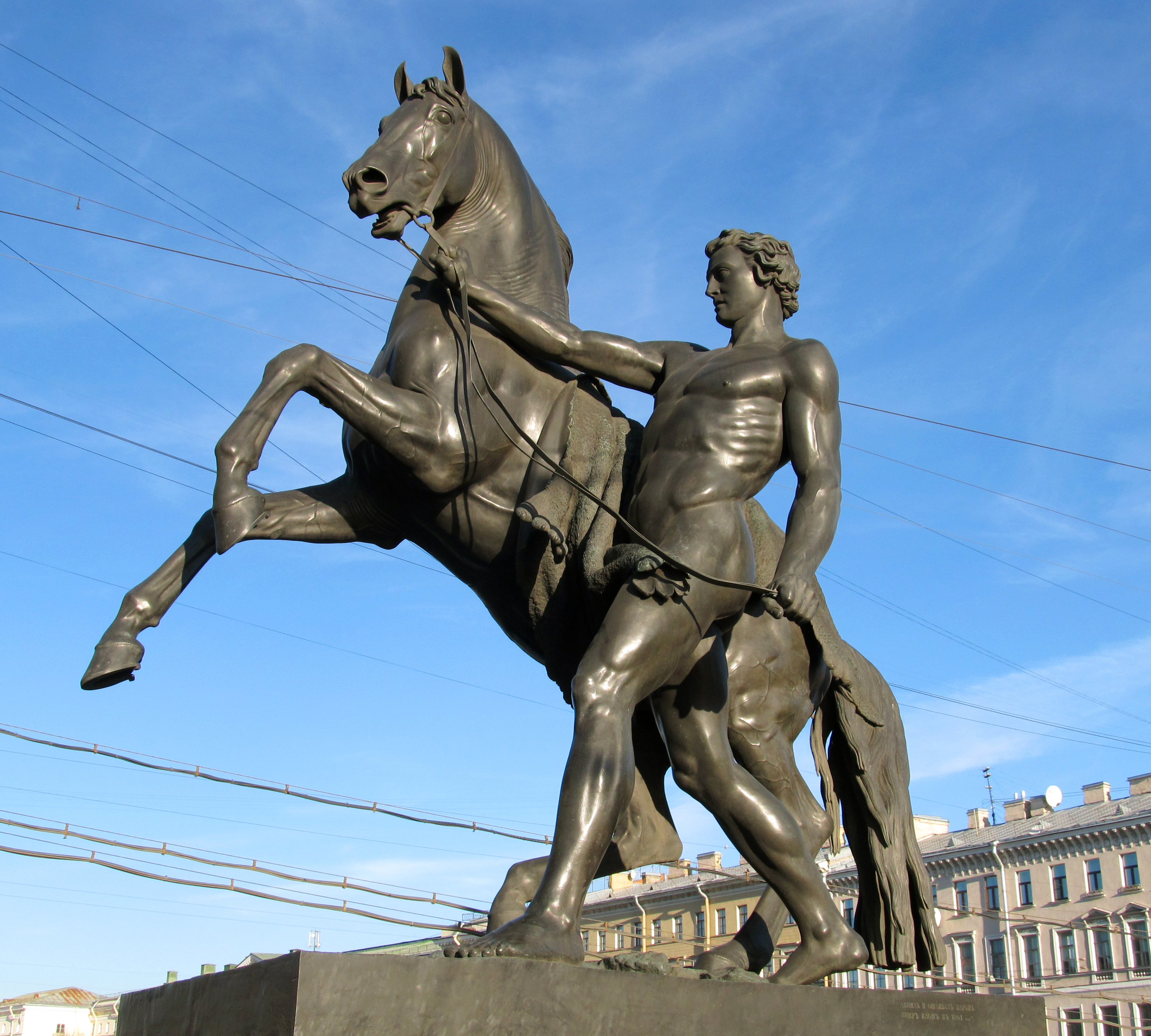
Четвертая композиция

Для выполнения работ ему пригодились навыки основ литейного дела, которым его обучали в артиллерийском училище, практически освоенных на службе в артиллерии и применённых на уроках В. П. Екимова, в бытность Клодта вольнослушателем академии.
Возглавив Литейный двор в 1838 году, он занялся усовершенствованием, привнеся в работу производства технологические новинки и современные методы.
То, что скульптор стал литейщиком, принесло неожиданные результаты: большинство отлитых статуй не требовало дополнительной обработки (чеканки или исправлений).
Для достижения этого результата потребовалась тщательная работа над восковым оригиналом с воспроизведением мельчайших подробностей и целиковой отливкой композиции (до этого момента такие большие скульптуры отливались по частям). Между 1838 и 1841 годами скульптор успел изготовить в бронзе две композиции и начать подготовку к отливке второй пары скульптур.
20 ноября 1841 года состоялось открытие моста после реставрации.
На боковых пьедесталах стояли две пары скульптурных композиций: бронзовые группы находились на правом берегу реки Фонтанки (со стороны Адмиралтейства), на пьедесталах левого берега были установлены гипсовые раскрашенные копии.

##### В Берлине

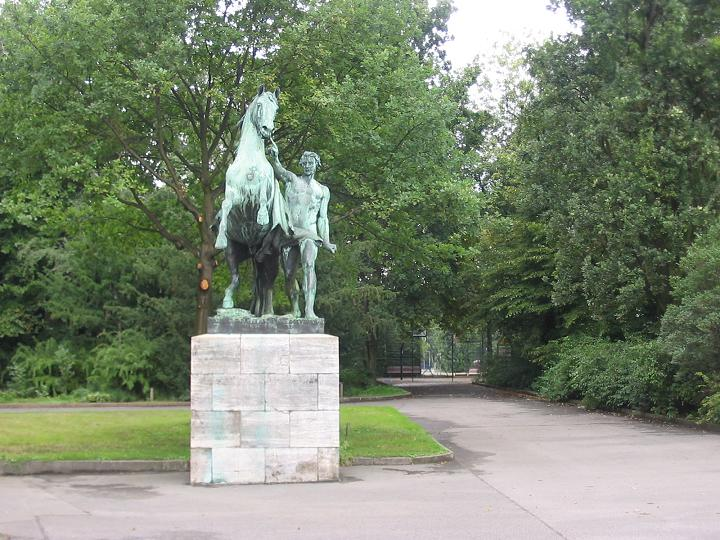
Берлин, Клейст-парк, перед зданием Камерного суда, Elßholzstraße 30-33

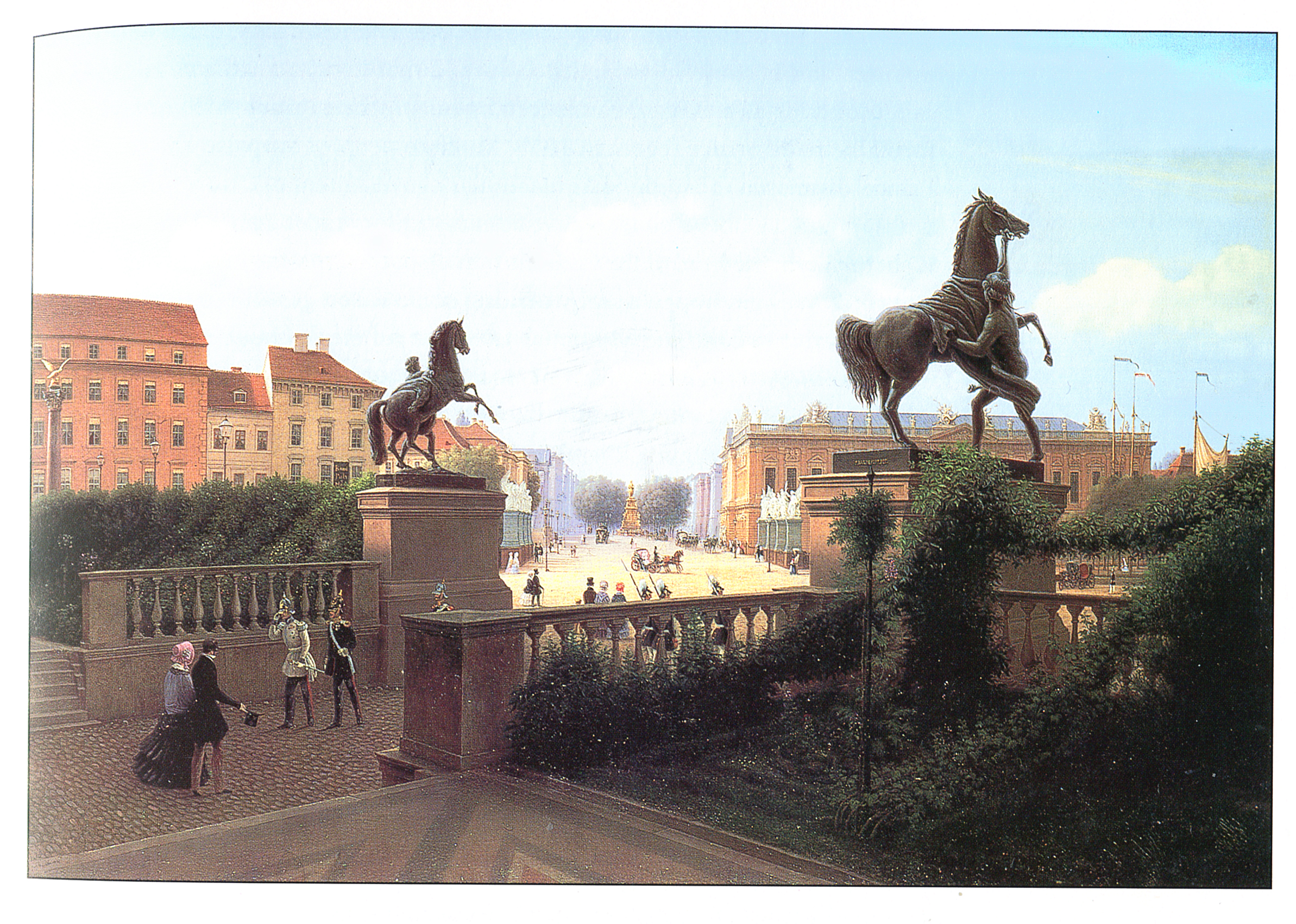
Кони перед Берлинским городским дворцом, середина XIX века

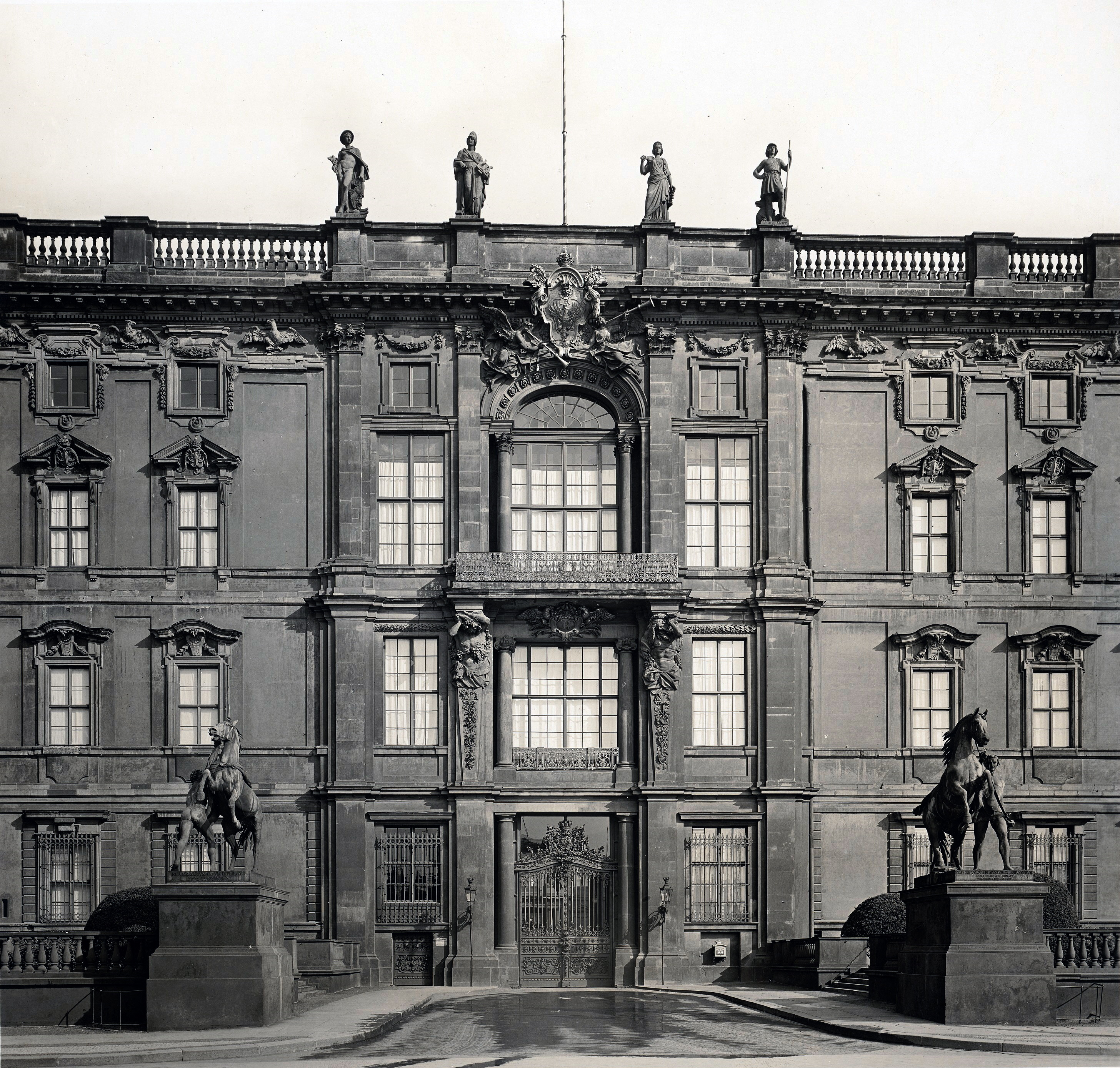
Кони перед Берлинским городским дворцом

Повторные отливки были изготовлены в 1842 году, но до моста не добрались, император подарил эту пару прусскому королю Фридриху Вильгельму IV и по его указанию скульптуры отправились в Берлин украшать главные ворота королевского дворца.

##### В Неаполе
В 1843—1844 годах копии были изготовлены повторно.
С 1844 до весны 1846 года они оставались на пьедесталах Аничкова моста, затем Николай I отправил их «королю обеих Сицилий» Фердинанду II (в Королевский дворец в Неаполе).

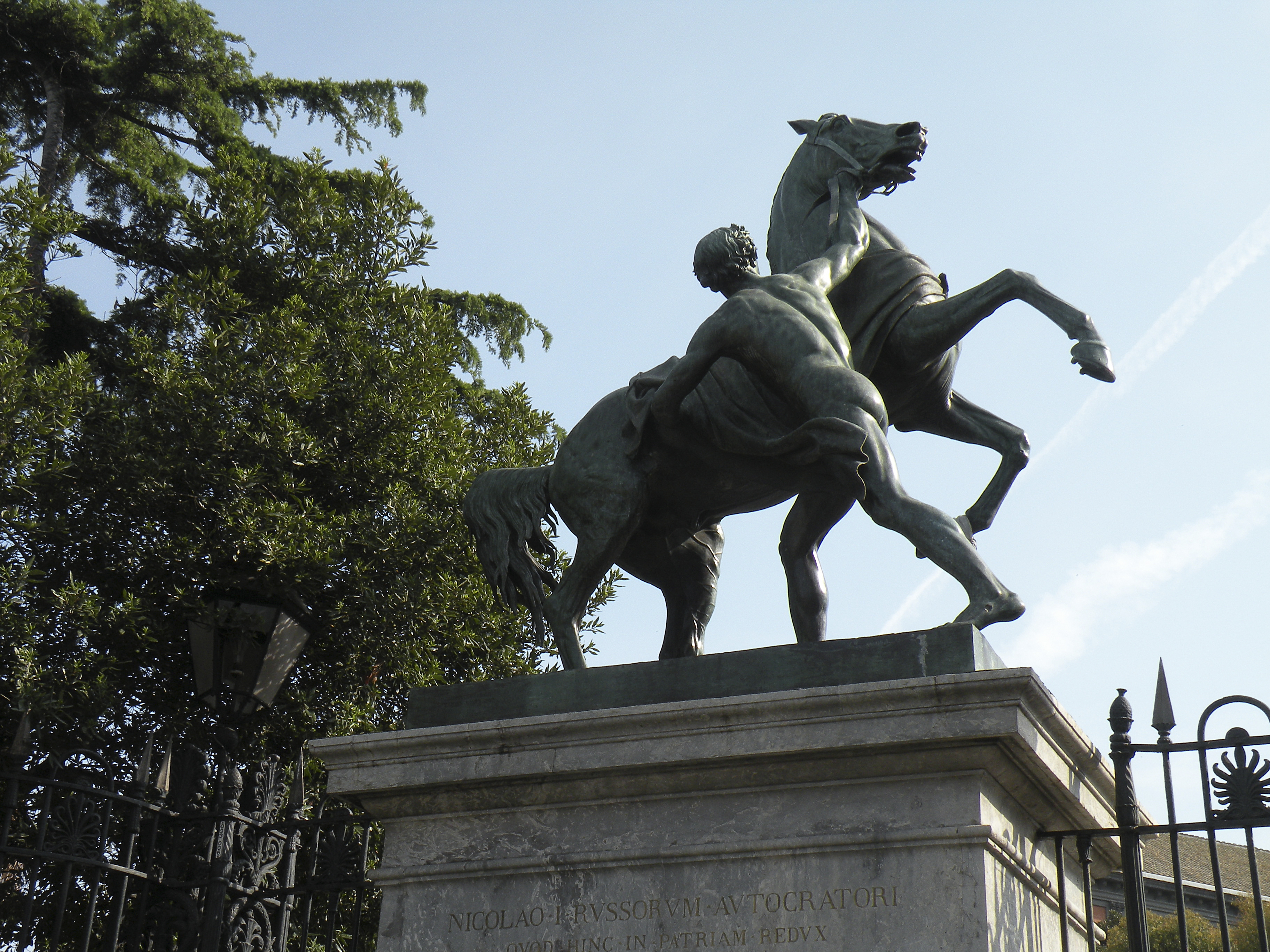
Левая группа
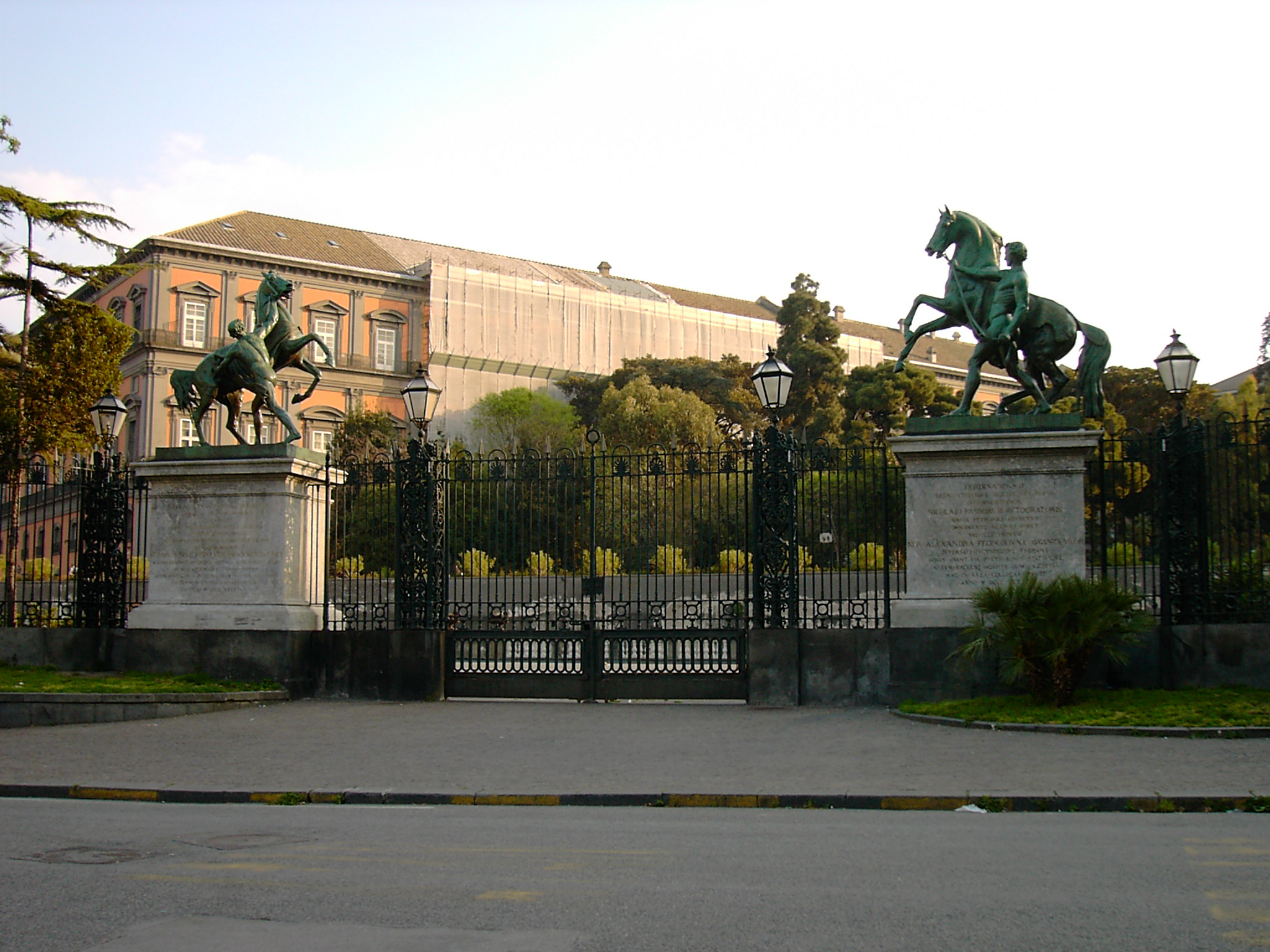
В Неаполе
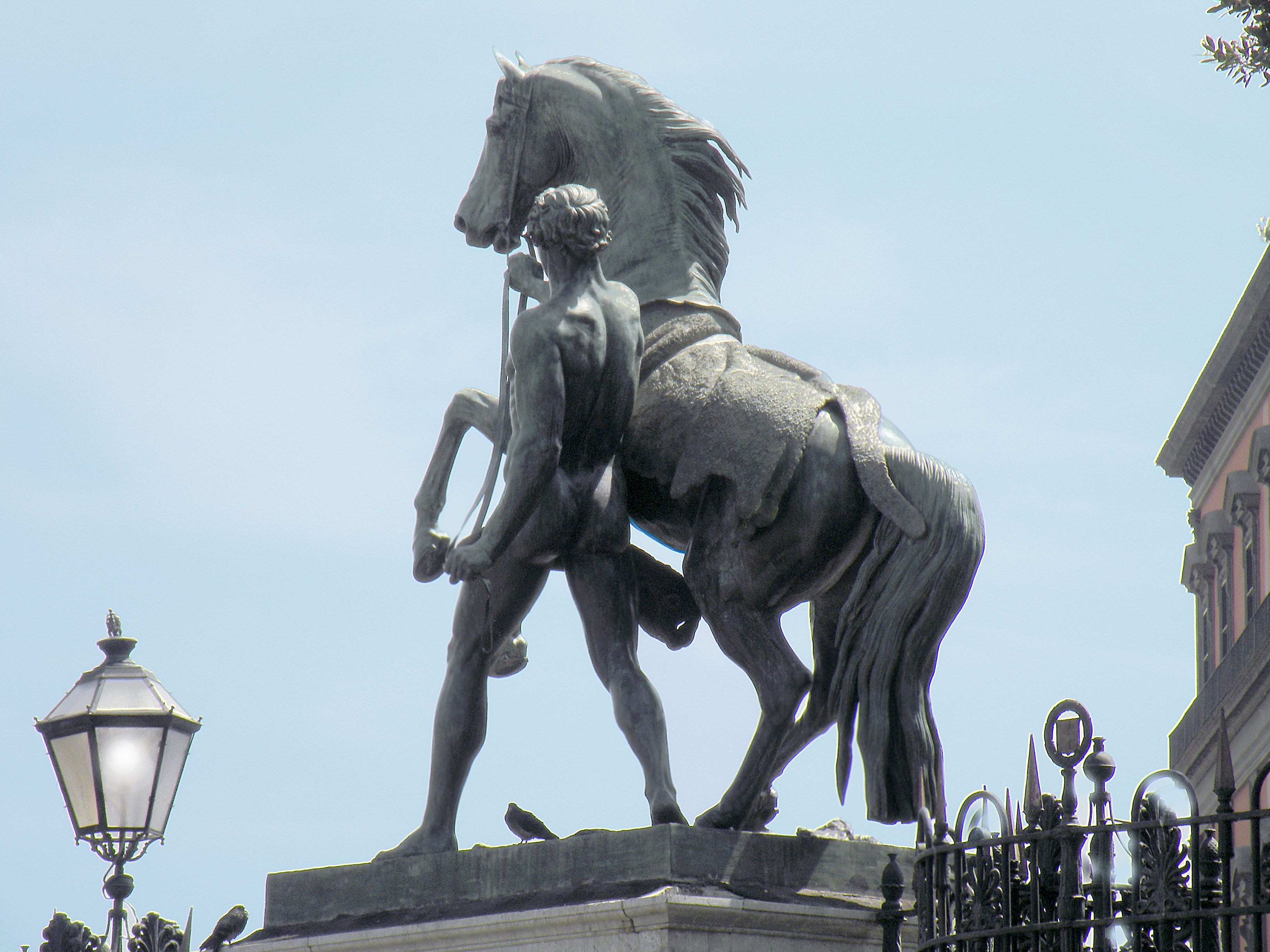
Правая группа

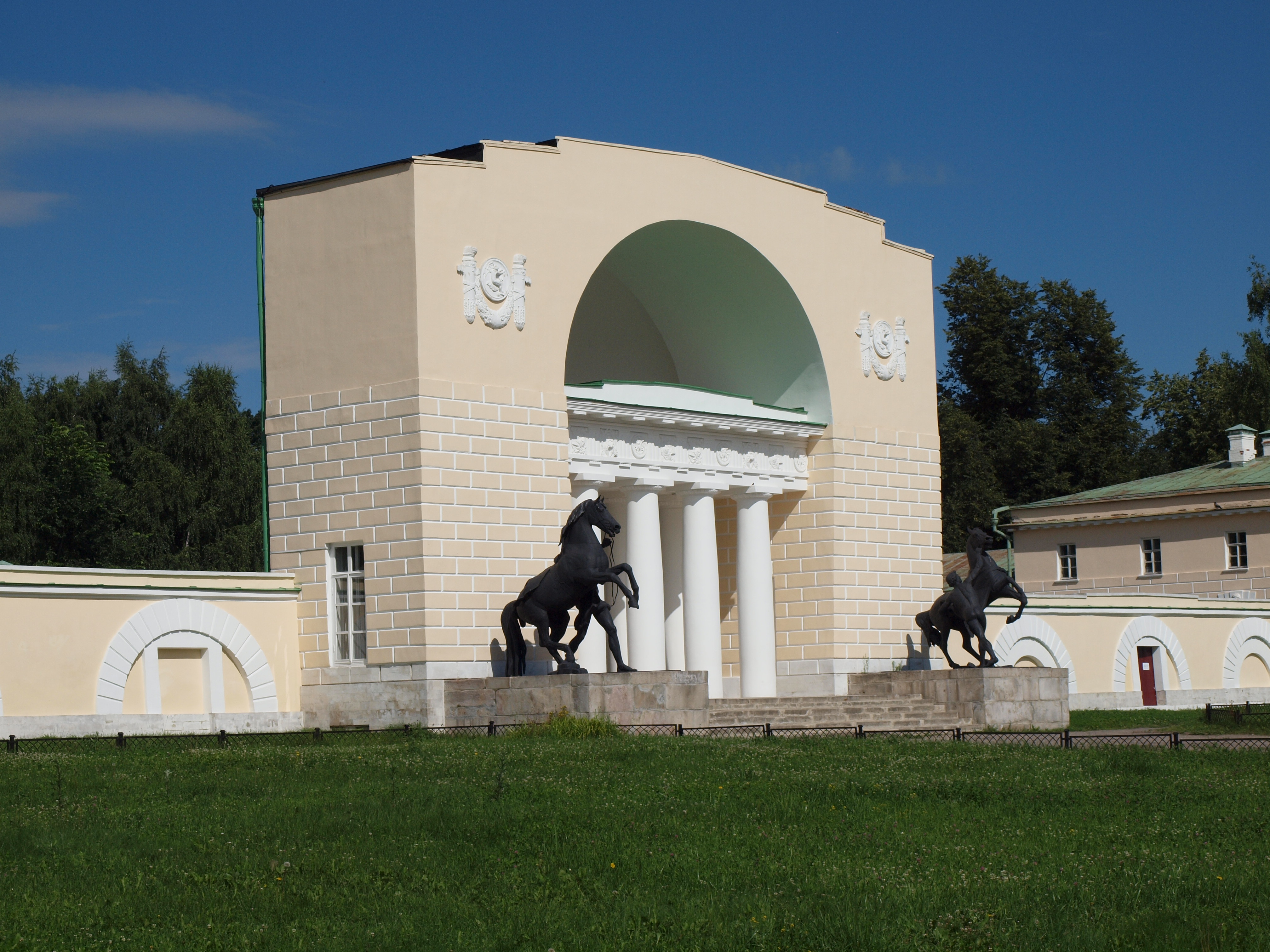
В усадьбе Голицыных в Кузьминках

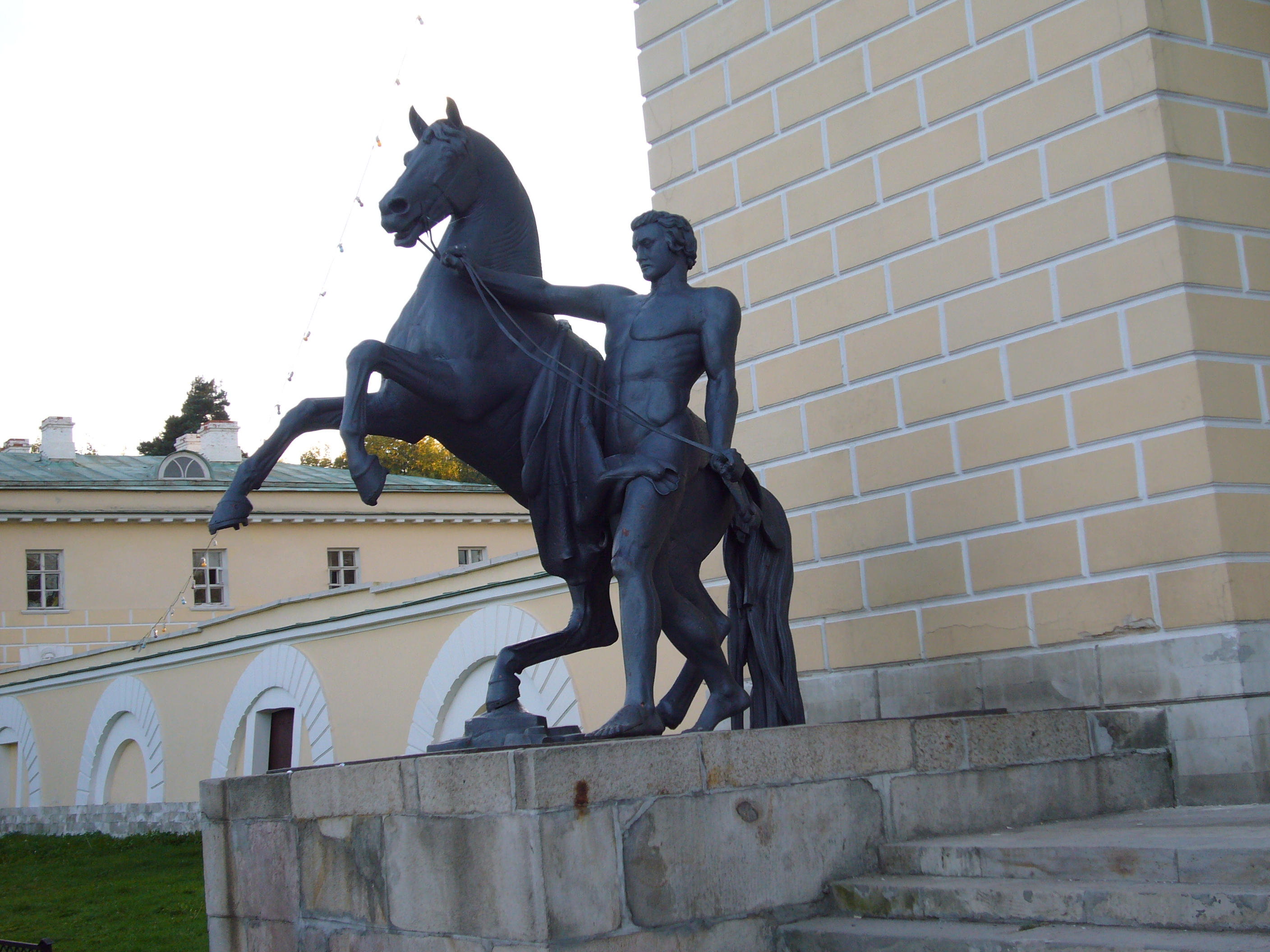
В усадьбе Голицыных в Кузьминках

Также копии скульптур были ранее установлены в садах и дворцовых сооружениях в России: в окрестностях Санкт-Петербурга — у Орловского дворца в Стрельне и Петергофе, а также они сохранились и поныне на территории усадьбы Голицыных в подмосковных Кузьминках, усадьбе Кузьминки-Влахернское и в самой Москве в начале Беговой аллеи.
С 1846 года на восточной стороне Аничкова моста снова были помещены гипсовые копии, а художник начал создавать дальнейшее продолжение и завершение ансамбля.
Участники композиции были те же: конь и коневодитель, но у них иные движения и композиция, а также новый сюжет.
На выполнение копий у художника ушло четыре года, и в 1850 году гипсовые скульптуры окончательно исчезли с Аничкова моста, и на их место солдаты Сапёрного батальона под руководством барона Клодта водрузили новые бронзовые фигуры. Работы над оформлением Аничкова моста были завершены.

#### Прообразы
Прообразами коней Клодта послужили позднеантичные скульптурные группы Диоскуров на Квиринальской площади и на Кампидолио (вершине Капитолийского холма в Риме. Однако парные римские группы статичны.

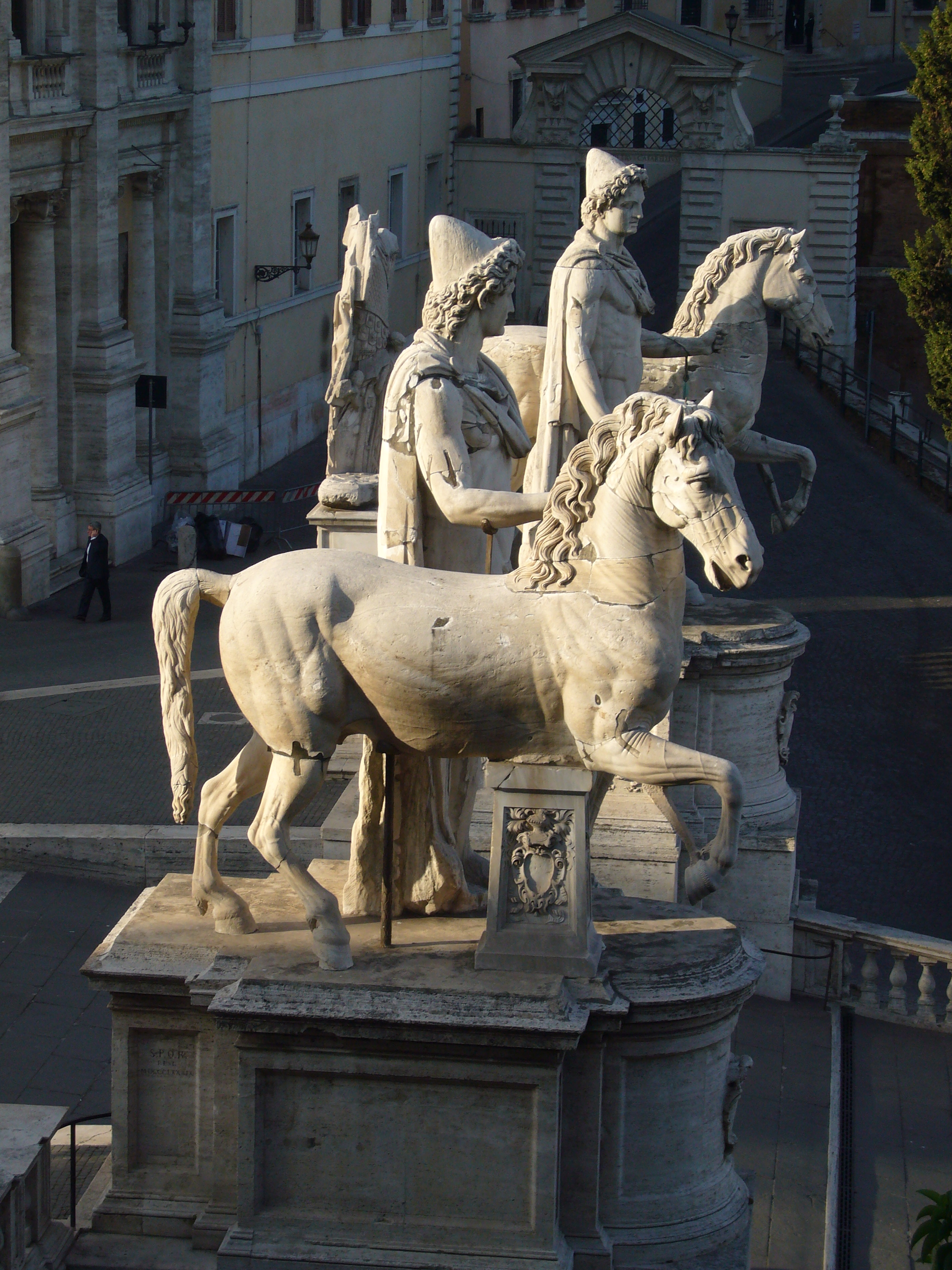
Рим. Статуи Диоскуров на Квиринальской площади

Поэтому ближайшим прототипом является произведение французского скульптора Гийома Кусту: «Кони Марли» (1743—1745), копии которых установлены при въезде на Елисейские Поля с площади Согласия в Париже (оригиналы в Лувре).

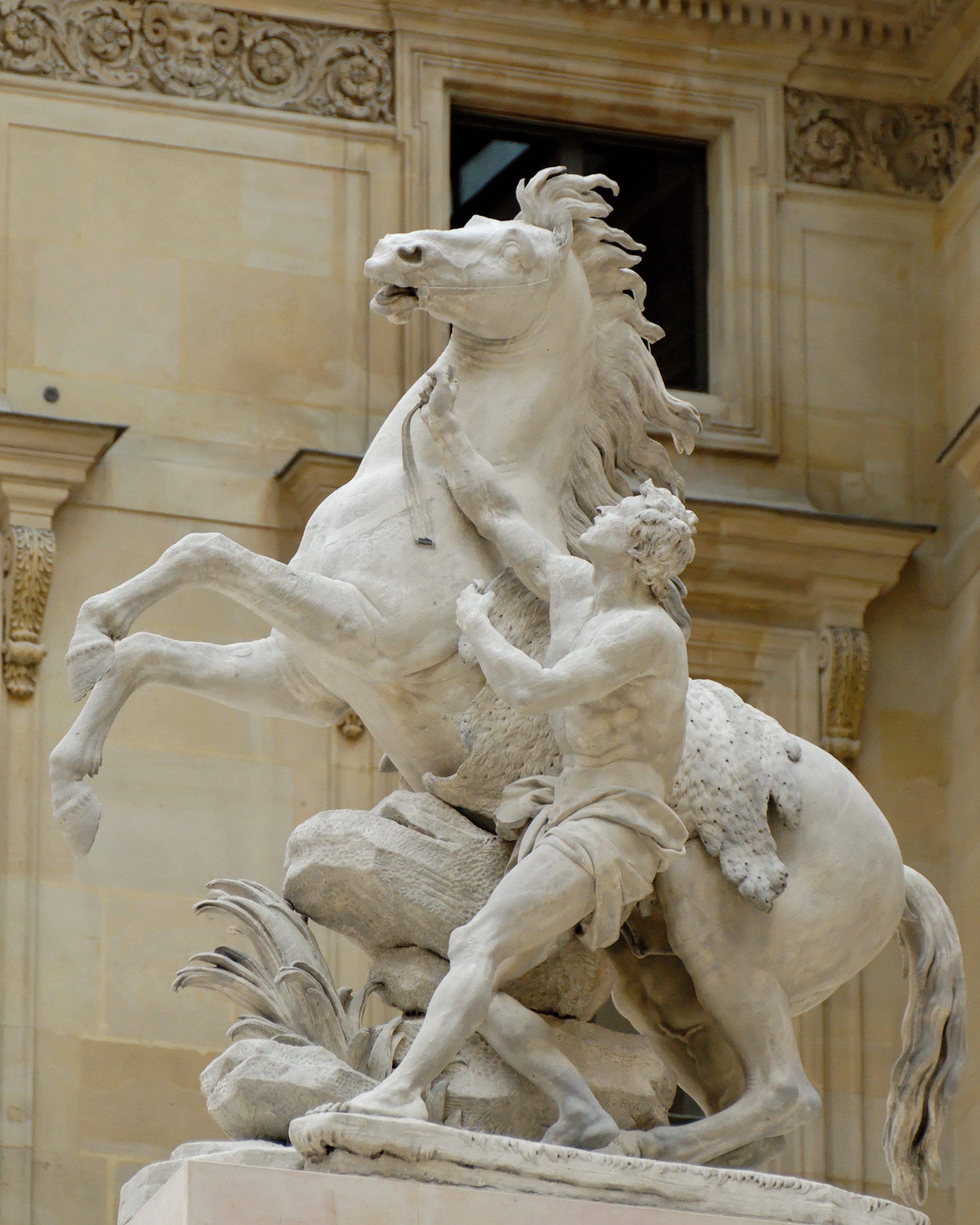
Кони Марли

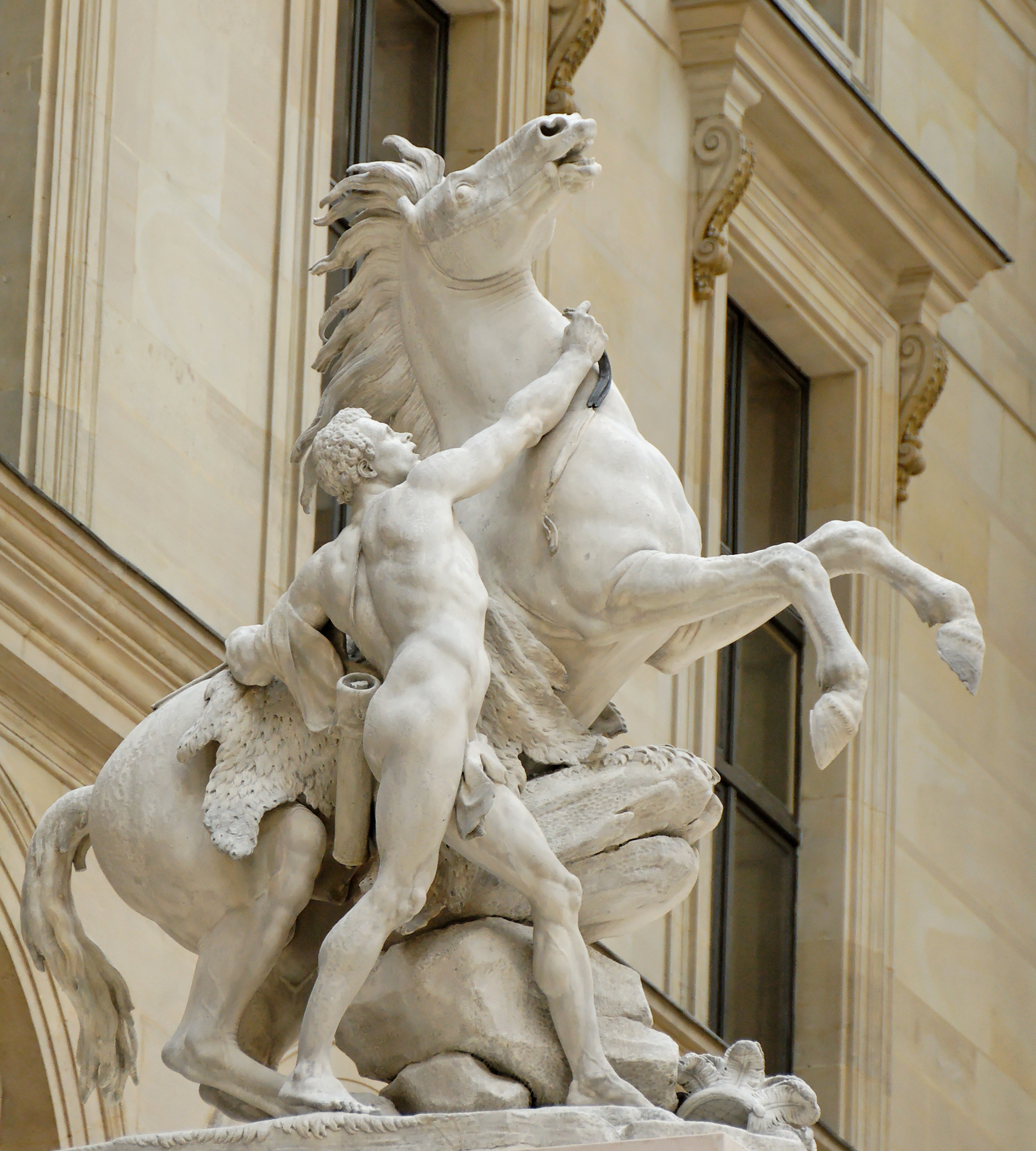
Одна из парных скульптур в Лувре. 1743—1745.

По замыслу Клодта четыре группы, в отличие от парных парижских, должны представлять четыре стадии укрощения дикого коня: от неясного исхода единоборства до полного подчинения коня человеку. Клодт, с юности увлекавшийся рисованием и лепкой лошадей, решил применить к традиционной теме «научный метод». Он «раздобыл на бойнях лошадиные головы, ноги, плечи, собственноручно их препарировал и отливал в гипсе, чтобы затем смонтировать в скульптуру». Однако, натуралистический метод соединился в работе Клодта с романтическими настроениями русского академического классицизма, свойственного тому времени. Кроме этого, силуэты скульптурных групп на высоких постаментах оказались столь выразительным, что обеспечили этой работе невероятный мировой успех.

#### Раскрытие темы «Укрощение коня человеком»
Клодт задумал композицию ансамбля так, чтобы зритель «читал» сюжет, переходя от одной группе к другой. Тема «Укрощение коня человеком», согласно замыслу автора, раскрывается не единовременно, а последовательно: от начала укрощения (на юго-западном устое моста) до полного подчинения коня человеку (на северо-западном устое). Произведение Клодта отличается от парижских прототипов Г. Кусту развёрнутым способом развития темы, а также стилем: вместо барочной патетики и экспрессии завершённая гармония классицизма.
1. В первой группе животное покорно человеку — обнажённый атлет, сжимая узду, сдерживает вздыбленного коня. И животное, и человек напряжены, борьба нарастает.
  - Это показано с помощью двух основных диагоналей: плавный силуэт шеи и спины лошади, который можно увидеть на фоне неба образует первую диагональ, которая пересекается с диагональю, образуемой фигурой атлета. Движения выделены ритмичными повторами.
2. Во второй группе голова животного высоко вздёрнута, пасть оскалена, ноздри раздуты, конь бьёт передними копытами по воздуху, фигура водителя развёрнута в форме спирали, он пытается осаживать коня.
  - Основные диагонали композиции сближаются, силуэты коня и водителя как бы переплетаются между собой.
3. В третьей группе конь одолевает человека: человек повержен на землю, а конь пытается вырваться на волю, победно выгибая шею и сбросив попону на землю. Свободе коня препятствует только узда в левой руке водителя.
  - Основные диагонали композиции отчётливо выражены и выделено их пересечение. Силуэты коня и водителя образуют раскрытую композицию, в отличие от первых двух скульптур.
4. В четвёртой группе человек укрощает разъярённое животное: опираясь на одно колено, он укрощает дикий бег коня, обеими руками сжимая узду.
  - Силуэт коня образует очень пологую диагональ, силуэт водителя неразличим из-за драпировки, спадающей со спины коня. Силуэт памятника снова получил замкнутость и уравновешенность.

#### Итоги

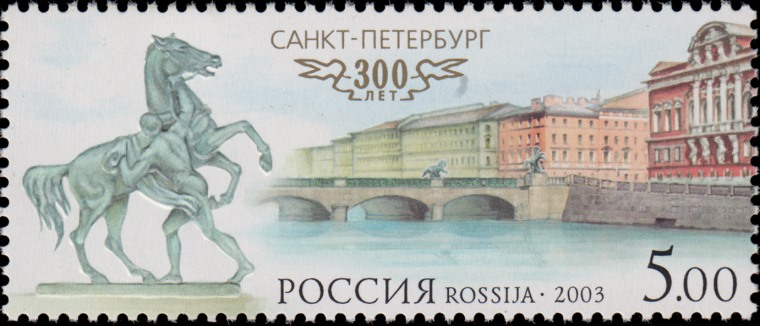
Российская почтовая марка со скульптурой с Аничкова моста, 5 рублей, 2003 г.

Скульптор потратил на эту работу 20 лет своей жизни. Окончательно статуи заняли свои места только спустя 10 лет после установки первых вариантов.
Эта работа стала одной из самых значимых и известных работ скульптора.
После обсуждения в 1833 году на художественном совете первых двух скульптурных композиций академический совет решил избрать скульптора в назначенные академики, что и было сделано пятью годами спустя — в 1838-м. Также в том же году он был назначен профессором скульптуры и возглавил Литейный двор Императорской академии художеств.
Сама работа была признана современниками одной из вершин изобразительного искусства, сопоставимой с картиной К. П. Брюллова «Последний день Помпеи». В короткое время она приобрела европейскую известность.
Скульптуры покидали свои постаменты дважды:
- В 1941 году, во время блокады скульптуры были сняты и закопаны в саду Аничкова дворца.
- В 2000 скульптуры снимались с моста для реставрации.

#### Легенды
По легенде, во время создания композиции коней Пётр Клодт узнал, что его жена была ему не верна. И Пётр Карлович, решил отомстить любовнику своей жены и увековечить его лицо в паховой области одного из коней. Мы можем увидеть лицо любовника между задних ног коня третьей композиции.
К западу от Аничкова моста располагались дома петербургской знати. К востоку - мастеровые и ремесленные подворья, в том числе литейные мастерские в Литейной части.
На паре коней которые двигаются с запада на восток отсутствуют подковы. Их нужно подковать. На паре коней, которые "возвращаются" с литейных мастерских, на западной стороне моста, подковы уже есть.

## Признанный мэтр
После того, как он был признан мастером своего дела, Клодт выполнял другие скульптурные работы, но, по мнению искусствоведов, лучшей его работой остались кони на Аничковом мосту.

### Служебный дом
В 1845—1850-х годах Клодт принимал участие в работах по перестройке служебного корпуса Мраморного дворца: по проекту А. П. Брюллова нижний этаж предназначался под дворцовые конюшни, а корпус, выходящий в сад, должен был стать манежем. В связи с этим для украшения здания по фасаду, над окнами второго этажа, во всю длину средней части здания, был выполнен семидесятиметровый рельеф «Лошадь на службе человека».
Его выполнил Клодт по графическому эскизу архитектора, он состоял из четырёх блоков, объединённых общим сюжетом:
- Боевые схватки всадников;
- Конные процессии;
- Поездки верхом и на колесницах;
- Сюжеты охоты.

Искусствоведы[кто?] считают, что этот рельеф был выполнен Клодтом по образу и подобию коней на фризе Парфенона.
Это мнение поддерживается и римским облачением людей, изображённых на рельефах.
Тимпаны боковых фронтонов также были выполнены Клодтом и изображали тритонов, трубящих в раковины.

### Памятник Крылову

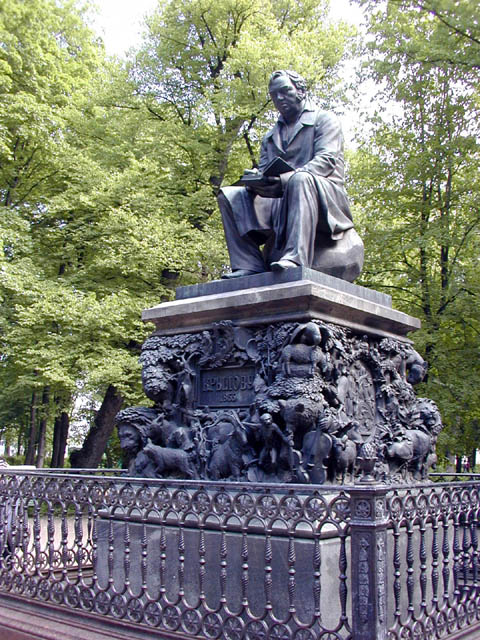
Памятник И. А. Крылову (бронза, гранит, 1848—1855) в Летнем саду

Вся долгая жизнь русского поэта, работавшего в жанре басни, была связана с Санкт-Петербургом: он приехал сюда в тринадцатилетнем возрасте и прожил здесь свыше шестидесяти лет, практически не выезжая за пределы Петербурга. В этом городе к Крылову пришла слава и всенародная любовь.
Когда в 1844 году он умер, его кончина была воспринята как всенародное горе. В 1845 году через газеты было объявлено о всероссийской добровольной подписке на сооружение памятника баснописцу. В 1848 году было собрано более 30 тысяч рублей, и Академией художеств был объявлен конкурс, в котором приняли участие все ведущие скульпторы того времени.
В конкурсе одержал победу проект Клодта. Первоначальный эскиз был выполнен в монументальных традициях античности: Могучий поэт в римской тоге с обнажённой грудью. Но на том же листе изображён вариант памятника, напоминающий тот, который ныне находится в Летнем саду.
Клодт смог применить новаторский приём: он сделал памятник, непохожий на пластические изображения полководцев, царей, вельмож, которые в его время украшали Санкт-Петербург и Москву, отказавшись от привычного языка аллегорий и создав реалистически точный портретный образ.
Скульптор изобразил баснописца сидящим на скамье, одетым в повседневную одежду в естественной расслабленной позе, как будто он присел отдохнуть под липами Летнего сада.
Все эти элементы акцентируют внимание на лице поэта, в котором скульптор старался передать характеристику личности Крылова. Скульптору удалось воплотить портретное и общее сходство поэта, что было признано современниками.
Замысел художника пошёл дальше простого изображения поэта, Клодт задумал создать скульптурную композицию, расположив по периметру пьедестала горельефные образы персонажей басен.
Изображения носят иллюстративный характер, и для создания композиции Клодт в 1849 году привлёк к работе известного художника-иллюстратора Александра Агина.
Клодт перенёс фигуры на пьедестал, тщательно сверив изображения с живой натурой.
Работы над памятником были закончены в 1855 году.

#### Критика памятника
Клодт был подвергнут критике[кто?] за мелочную придирчивость для достижения максимального реализма в изображении животных на горельефе, автору указывали, что персонажи басен в воображении читателей скорее являлись аллегорическими, чем представляли собой реальных раков, собак, лисиц.
Кроме того, авторов памятника критиковали[кто?] за несоразмерность сложного по композиции горельефа пьедестала и реалистичного художественного решения портретной статуи.
Несмотря на эту критику, потомки[кто?] высоко оценили работу скульпторов, и памятник Крылову занял достойное место в истории русской скульптуры.

### Памятник князю Владимиру Киевскому

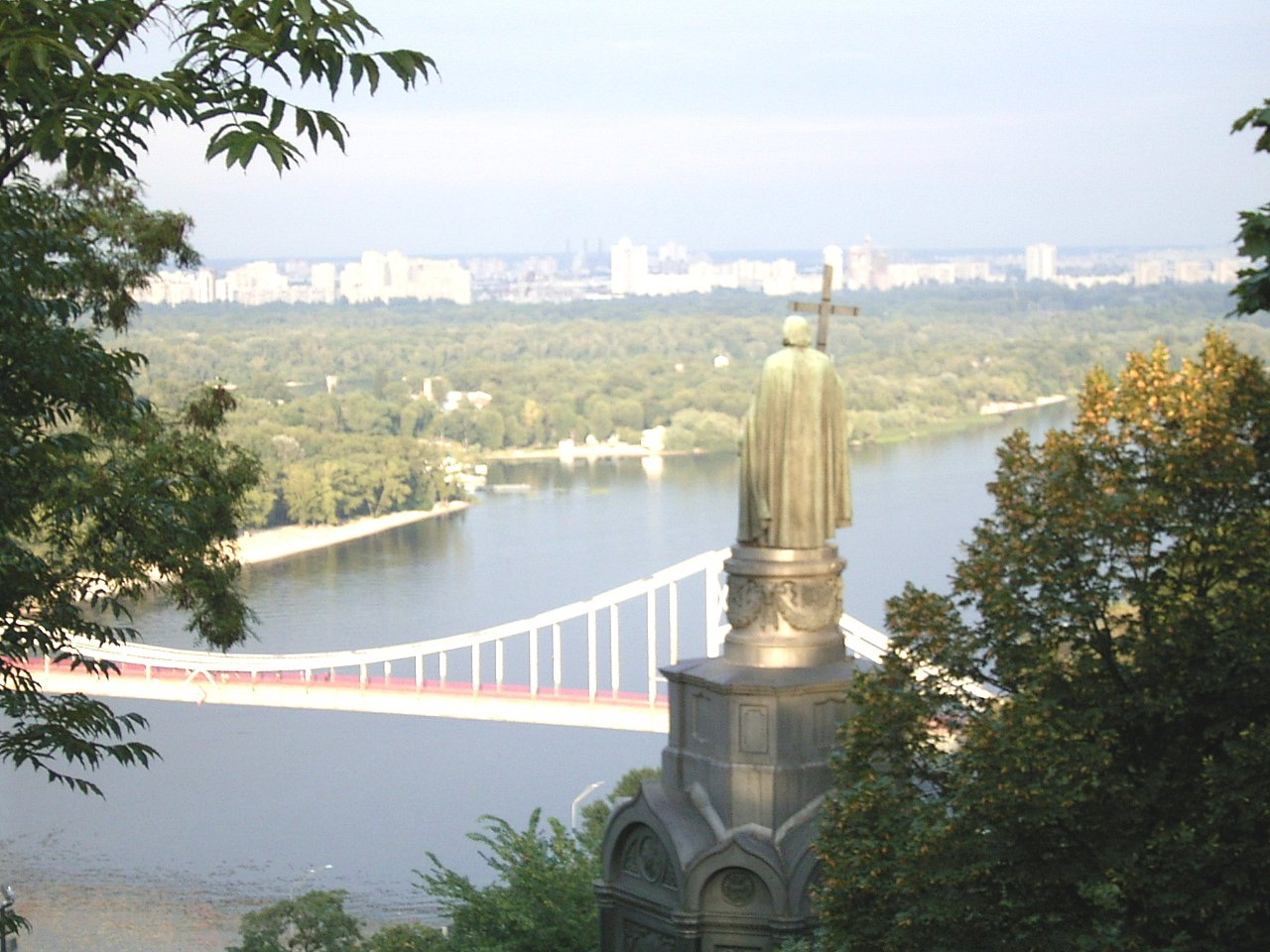
Памятник Владимиру-Крестителю в Киеве

В 1833—1834 годах Василий Демут-Малиновский работал над проектом памятника инициатору крещения Руси князю Владимиру Киевскому. Работы завершились представлением в 1835 году проекта президенту Академии художеств Алексею Оленину, но по не ясным причинам работы над проектом приостановились на десятилетие. После смерти Демут-Малиновского руководство работами взял на себя Константин Тон, перекомпоновавший проект — взяв за основу эскиз модели Демут-Малиновского, он спроектировал постамент в виде высокой башнеобразной церкви в псевдовизантийском стиле.
Клодт в то время руководил литейным двором Академии художеств, ему была поручена отливка памятника в бронзе. Перед отливкой ему пришлось воспроизвести маленькую фигурку, сделанную в своё время Демут-Малиновским в гигантском масштабе памятника.
При выполнении этой работы неизбежно внесение изменений относительно модели.
Оценить эти различия невозможно, так как эскизная модель не сохранилась.
Большую работу Клодт проделал над лицом скульптуры, придав ей выражение одухотворённости и вдохновения.
Памятник представляет собой бронзовую статую высотой 4,5 метра, установленную на 18-метровом пьедестале. Монумент лаконичный и строгий, принадлежит к типичным образцам русского классицизма. Князь Владимир одет в длинный, ниспадающий плащ, в его руке — крест, который он простирает над городом.
Клодт сделал свою работу очень добросовестно, перевёз статую из Петербурга в Киев и очень удачно выбрал место для неё: статуя вписана в высокий гористый пейзаж берега Днепра.
Монумент был установлен в Киеве на берегу Днепра в 1853 году. Памятник тиражирован на деньгах — его изображение использовано в качестве художественного оформления денежных купюр Украины достоинством в 10 000, 20 000, 100 000 карбованцев.

### Памятник Николаю I

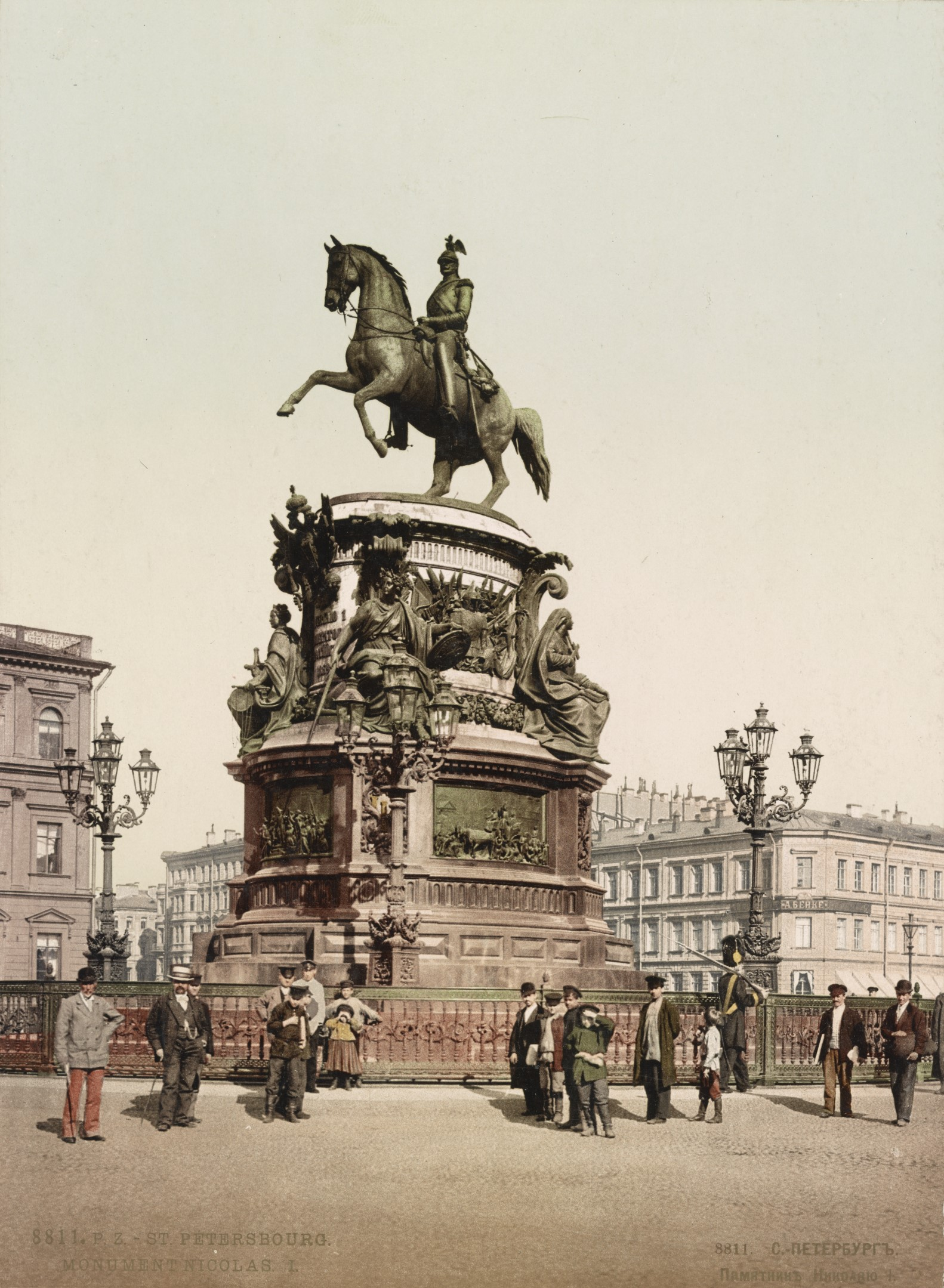
Памятник Николаю I на Исаакиевской площади. Открытка конца XIX века

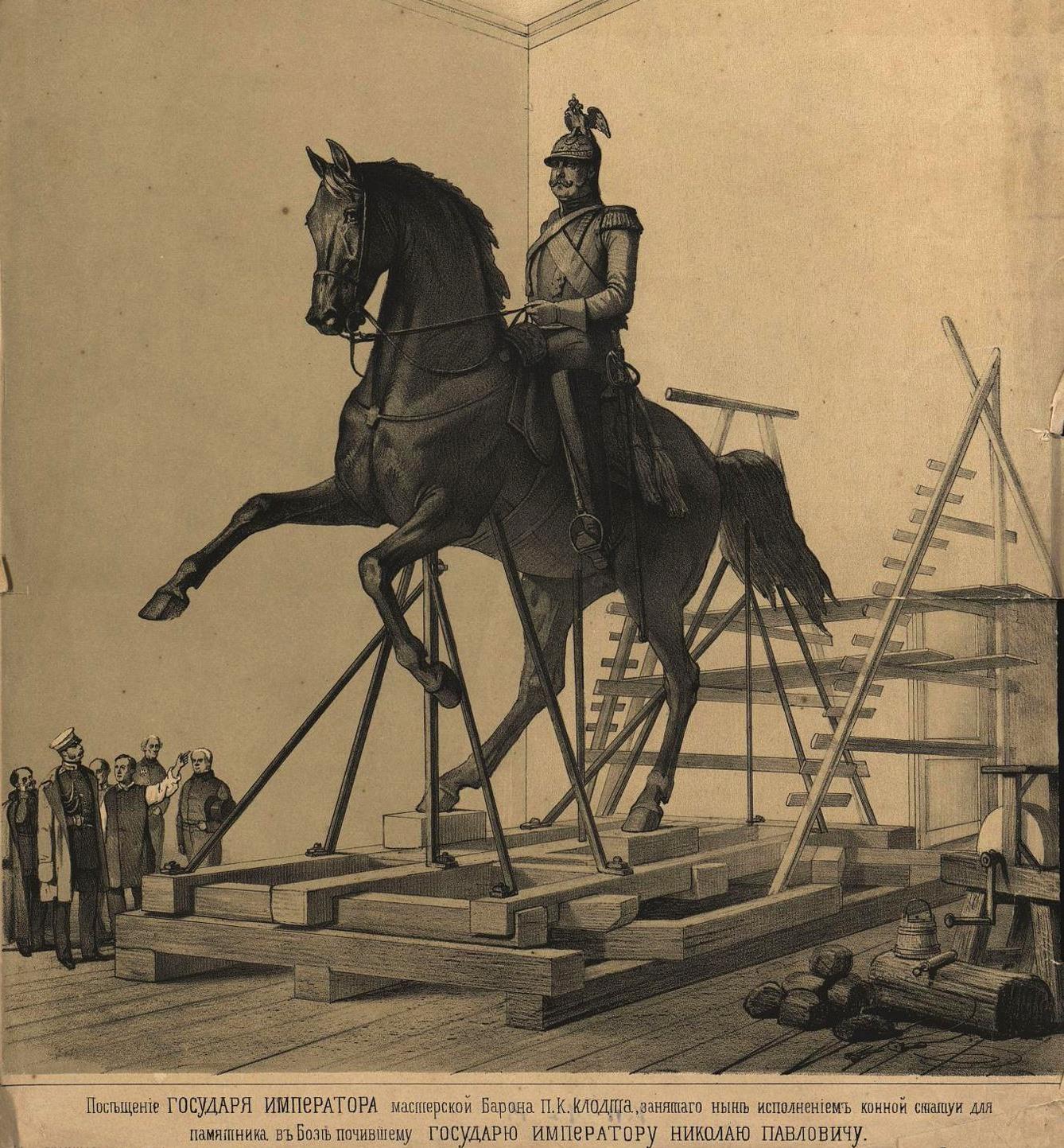
Посещение Императором мастерской П. К. Клодта, занятого статуей для памятника Николаю I. Рисунок 1855 г.

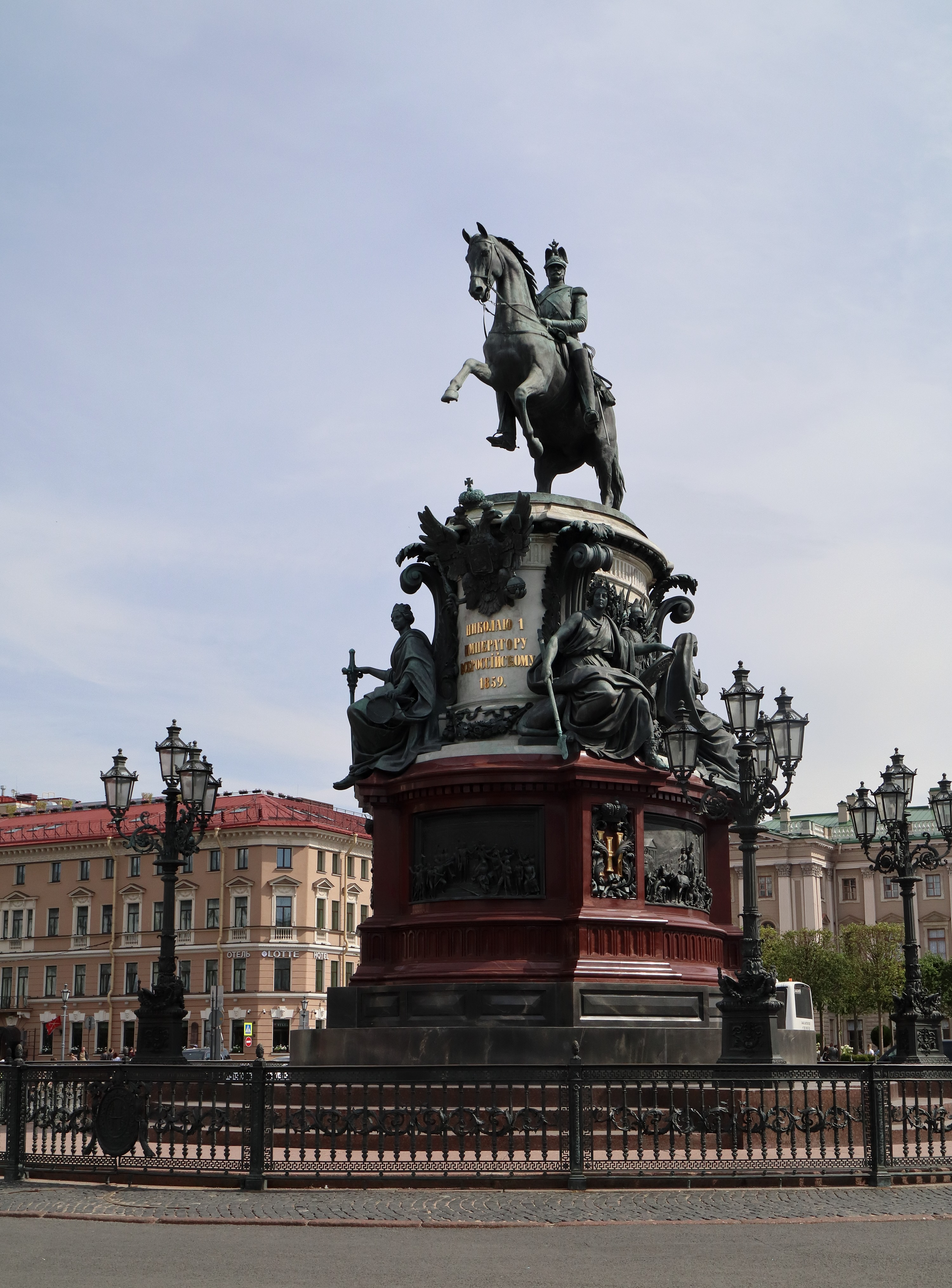
Памятник Николаю I (в наши дни), П. К. Клодт, Н. А. Ромазанов, Р. К. Залеман; арх. О.Монферран, 1856—1859, гранит, бронза, Исаакиевская площадь

Памятник для установки на Исаакиевской площади в Санкт-Петербурге был спроектирован Огюстом Монферраном в 1856—1859 годах.
Проектировался как объединяющий центр разностильного архитектурного ансамбля большой площади между Мариинским дворцом и Исаакиевским собором.

Над оформлением памятника работали несколько скульпторов: сам Клодт выполнил фигуру императора. Пьедестал оформили скульпторы:
- Н. А. Рамазанов создал три барельефа.
- Р. К. Залеман в 1856—1858 годах выполнил четыре аллегорические женские фигуры: «Сила», «Мудрость», «Правосудие» и «Вера», и барельеф на том же пьедестале, изображающий поднесение графом М. М. Сперанским «Свода законов» императору.

Вершиной композиции является конная фигура императора. Первоначальный эскиз, созданный Клодтом, представлял собой всадника на спокойно стоящем коне. Автор с помощью мимики и жестов планировал отразить характер императора, но этот вариант был отвергнут Монферраном, поскольку не мог служить изначальной цели объединения пространственных ансамблей.
Скульптор создал новый эскиз. В нём, отказавшись от замысла дать характеристику персонажа, он изобразил коня в движении, опирающегося только на заднюю пару ног. При этом стремительной позе коня противостоит вытянутая в струну парадная фигура императора. Для воплощения этого эскиза скульптор точно рассчитал вес всей конной фигуры для того, чтобы она стояла, опираясь лишь на две точки опоры. Этот вариант был принят архитектором и воплощён в бронзе.
Техническое мастерство выполнения сложнейшей задачи — постановка коня на две точки опоры. Для их прочности Клодт заказал на лучшем заводе в Олонецкой железные подпоры (весом в 60 пудов, стоившие 2000 руб. серебром).

#### Оценка работы в советское время
- Советские историки и искусствоведы невысоко оценивали композиционно-стилистическую композицию памятника и отмечали, что в качестве единой композиции элементы не смотрятся:
  - Пьедестал, рельефы на пьедестале и конная статуя не подчинены единой идее и в какой-то мере противоречат друг другу.
  - Сами формы памятника измельчены и перегружены мелкими деталями, а композиция вычурна и излишне декоративна.
- При этом выделялись положительные черты композиции:
  1. Она отвечает назначенной цели и, дополняя ансамбль площади, придаёт ему завершённость и целостность.
  2. Все части целого профессионально сделаны мастерами своего дела, художественная ценность элементов несомненна.
- После Революции 1917 года памятник готовился к сносу, как и всё связанное с царизмом, но благодаря уникальной особенности — тяжёлая конная статуя опирается только на задние ноги — был признан шедевром инженерной мысли и не был уничтожен в советское время.

### Храм Христа Спасителя в Москве

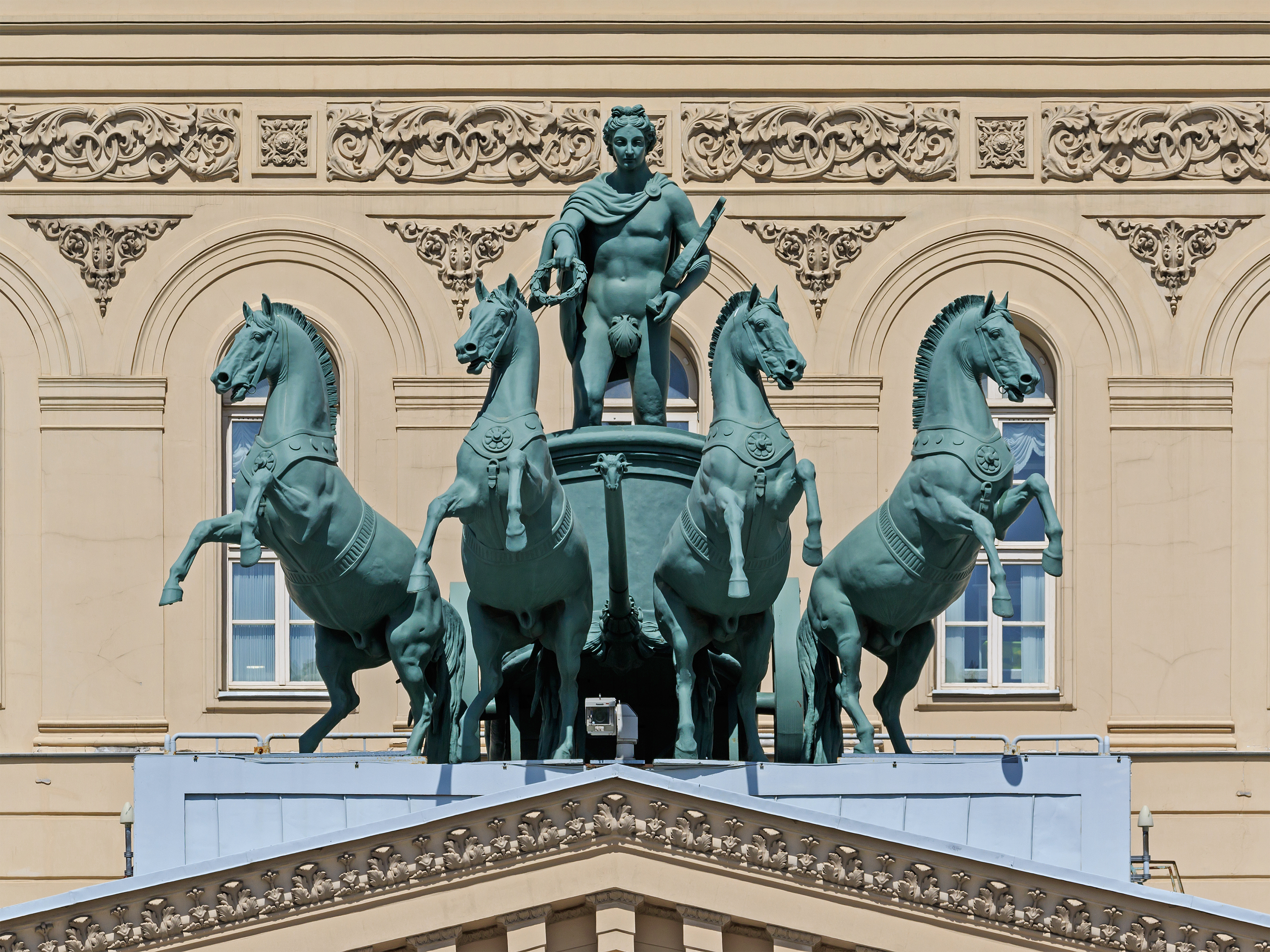
Квадрига Аполлона на фасаде Большого театра (Москва)

Совместно со скульпторами А. В. Логановским, Н. А. Рамазановым и другими, работал над скульптурами храма-памятника в «русско-византийском» стиле — Храма Христа Спасителя (строился почти 40 лет), с 10 сентября 1839 года. Именно он, а не Н. А. Рамазанов, исполнил горельеф великомученика Георгия на северной стороне храма, находящийся ныне в Донском монастыре (см. «Историческое описание Храма во имя Христа Спасителя в Москве», М. 1883 г. М. Мостовский — начальник канцелярии строительства храма).

## Итог жизни скульптора
Кроме того осязаемого наследства в виде графики и пластики, которое мастер оставил потомкам, он покорил ещё несколько вершин в своей жизни:
- Возглавляя Литейный двор Академии художеств, Клодт добился повышения качества художественного литья в России, и этим придал импульс развития этому искусству в России.
- Вывел российскую анималистику на новый уровень, сделав её самодостаточной дисциплиной искусства[18].

### Малые скульптурные формы
На протяжении всей карьеры Клодт работал в направлении пластики малых форм. Клодтовские статуэтки были высоко ценимы его современниками. Часть из них включена в коллекции крупнейших музеев современной России.

## Смерть

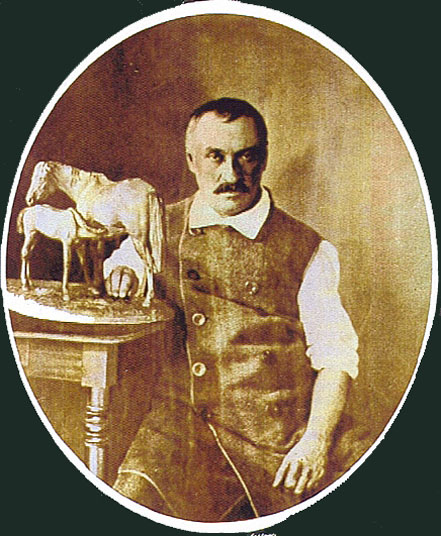
Скульптор в последние годы жизни

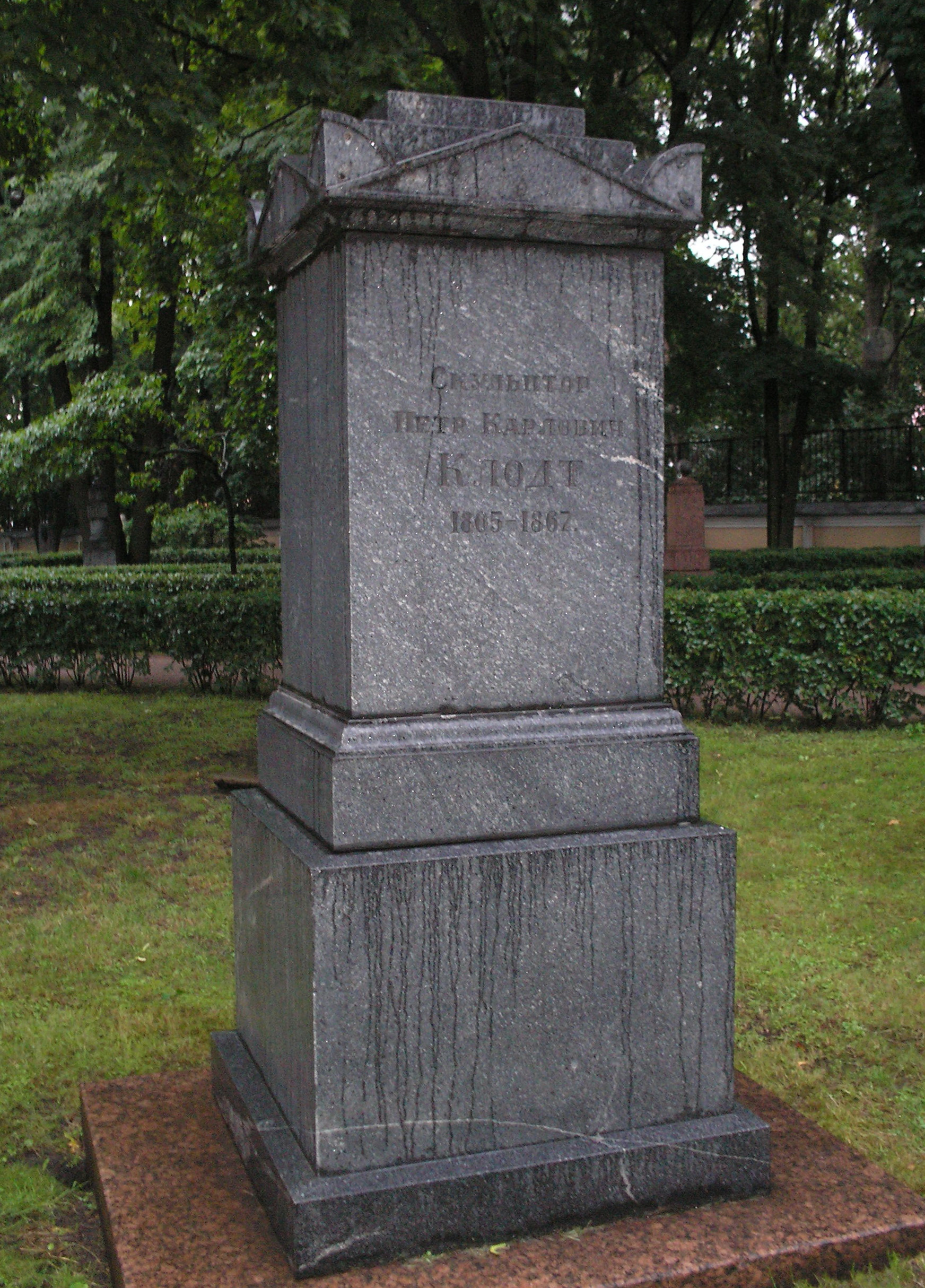
Могила П. К. Клодта на Тихвинском кладбище в Александро-Невской лавре (Санкт-Петербург)

Памятник русскому скульптору П. К. Клодту во дворе Академии художеств в Санкт-Петербурге

Последние годы своей жизни художник провёл на своей даче Халола в посёлке Рантамяки (ныне — Клеверное) Полянской волости Выборгской губернии, где умер 8 (20) ноября 1867 года.

В ноябре 1867 года задували метели, когда он жил на даче в «Халола», и внучка просила дедушку вырезать ей лошадку. Клодт взял игральную карту и ножницы.

— Деточка! Когда я был маленьким, как ты, мой бедный отец тоже радовал меня, вырезая из бумаги лошадок…
Лицо его вдруг перекосилось, внучка закричала:

— Дедушка, не надо смешить меня своими гримасами!
Клодт покачнулся и рухнул на пол.

Был похоронен в Петербурге на Смоленском лютеранском кладбище; в 1936 году останки были перенесены на Тихвинское кладбище — Некрополь мастеров искусств с установкой нового памятника.

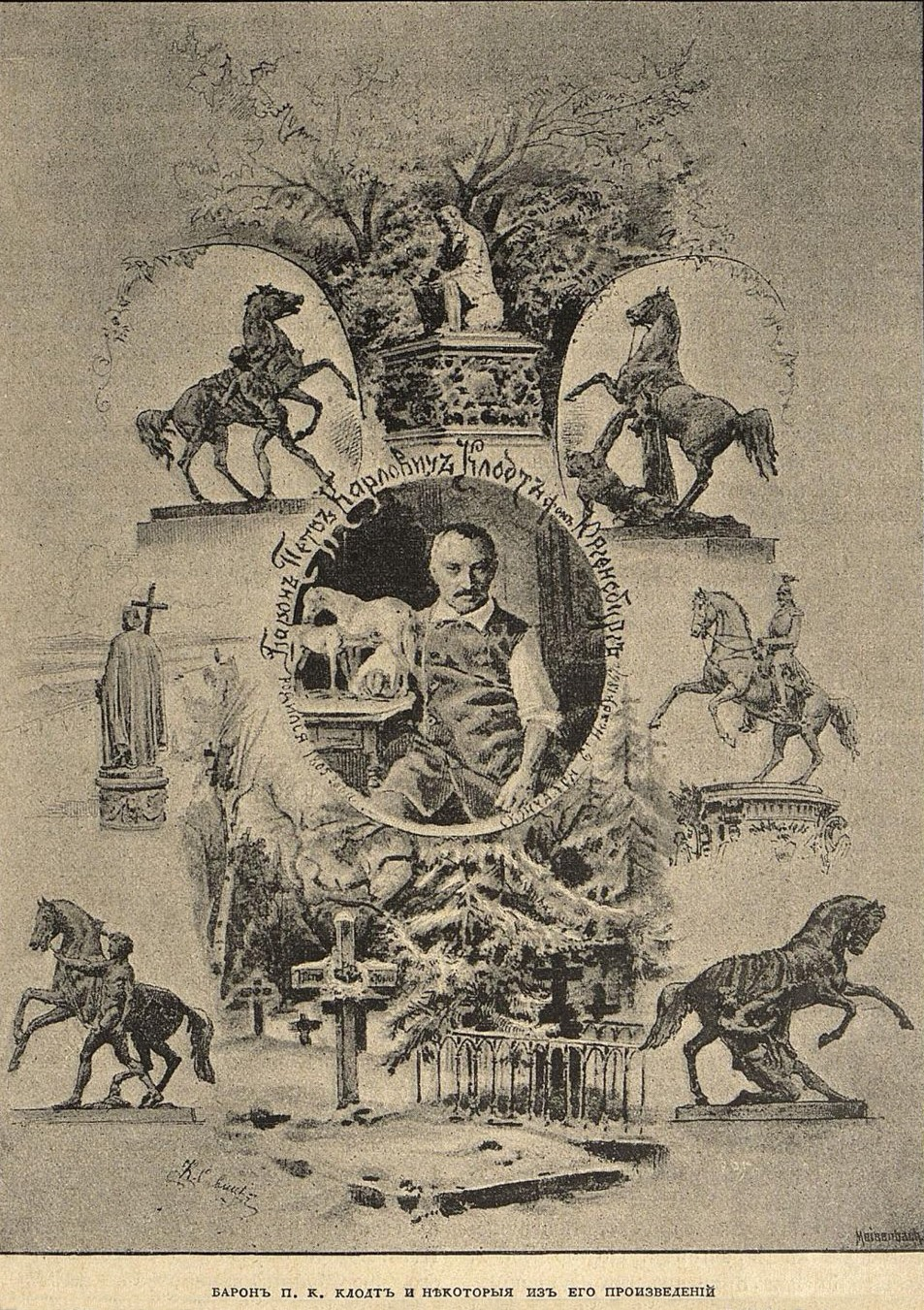
Скульптор П. К. Клодт и некоторые из его произведений.
Коллаж 1867—1880-х гг.

Почётный член Прусской академии искусств (1841), член римской Академии Сятого Луки (1852), член-корреспондент французской Академии изящных искусств (1859).

## Награды
- Орден Св. Владимира IV ст. (1850)
- Орден Св. Владимира III ст. (1858)
- Орден Св. Анны III ст. (1843)
- Орден Св. Анны II ст. (1855) с императорской короной
- Орден Красного орла III ст. (1841)
- Орден Св. Фердинанда III ст. (1845)
- Орден Pour le Mérite (1867)

## Семья

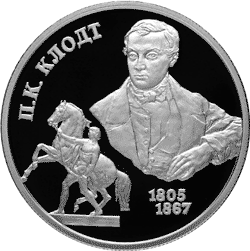
Памятная монета Банка России, посвящённая 200-летию со дня рождения П. К. Клодта. 2 рубля, серебро, 2005 год

Жена: Иулиана (Ульяна) Ивановна (урождённая Спиридонова; 1815—22 ноября 1859) — племянница скульптора-монументалиста академика И. П. Мартоса.
Сын: Михаил Петрович Клодт (1835—1914) — жанровый живописец, академик Императорской Академии художеств
Дочь: Вера Петровна (по мужу Клодт; 1843—1924) — с 1864 года замужем за своим двоюродным братом Александром Константиновичем Клодтом (ум. 1871), сыном К. К. Клодта; мать художников братьев Николая, Евгения и Константина Клодтов.
Дочь: Мария Петровна (по мужу — Станюкович; 1836—1922) — замужем за Александром Михайловичем Станюковичем (1823—1892), журналистом, издателем, редактором развлекательных журналов, братом известного писателя К. М. Станюковича. В браке имели шестеро детей.
Дочь: Софья Петровна (по мужу Гардер; 1843—1862) — замужем за Анатолием Егоровичем Гардером, в браке один ребёнок.
Сын: Александр Петрович (1841—1902) — окончил Николаевское кавалерийское училище, служил в гусарском полку, с 1882 году в отставке с чином майора.
Дочь: Наталья Петровна (по мужу Гардер) (род. 1839) — с 1864 г. замужем за Анатолием Егоровичем Гардером (род. 1842), в браке имели пятеро детей.
Через прибалтийское семейство Альбедилей Пётр Клодт состоял в отдалённом родстве с Ганнибалами и с А. С. Пушкиным.

## Документалистика
- Документальный фильм. Режиссёр: Александр Шувиков. Студия спецпроектов и экспериментальных программ. ГТРК "Культура". 2005 г (20 июня 2019). Укрощение коня. Петр Клодт.  39 мин. ГТРК «Культура». Архивировано 19 июня 2019. {{cite episode}}: |series= пропущен или пуст (справка)